# أثر جائحة فيروس كورونا على الاقتصاد
خلفت جائحة كورونا عواقب بعيدة المدى تتجاوز انتشار المرض نفسه والجهود المبذولة لاحتوائه، فمع انتشار الفايروس المسمى ب سارس حول العالم، تحولت المخاوف من مشاكل التصنيع المتعلقة بالإمدادات إلى انخفاض الأعمال التجارية في قطاع الخدمات، إذ سجلت الجائحة أكبر ركود على مر التاريخ مع حجر لأكثر من ثلث سكان العالم.
ومن المتوقع أن يؤثر نقص الإمدادات على العديد من القطاعات بسبب هلع الشراء والاستخدام المتزايد للسلع لمقاومة الجائحة وتوقف المصانع والخدمات اللوجستية في الصين كما أنه يوجد حالات تلاعب بالأسعار بالإضافة إلى أنه هناك تقارير كثيرة تتحدث عن نقص المواد الصيدلانية، مع العديد من المناطق التي تشهد الشراء بدافع الهلع وما يترتب عليه من نقص في الغذاء ومواد البقالة الأساسية الأخرى، كما كانت صناعة التكنولوجيا بالأخص تحذر من تأخيرات في شحنات السلع الإلكترونية.
كما هبطت أسواق الأسهم العالمية في 24 فبراير/شباط2020   بسبب ارتفاع كبير في حالات فايروس كورونا خارج الصين وبحلول الثامن والعشرين من فبراير/ شباط 2020  شهدت أسواق الأسهم في جميع أنحاء العالم أكبر انخفاض لها في أسبوع واحد منذ الأزمة المالية في 2008، انهار سوق الأسهم العالمي في مارس/ آذار 2020 مع انخفاض عدة نسب مئوية في مؤشرات العالم الرئيسية، مع انتشار الفايروس فإن المؤتمرات والأحداث العالمية في مجال التكنولوجيا والموضة والرياضة سوف تلغى أو تؤجل ورغم ان التأثير النقدي في صناعة السفر والصناعة لم يقدر بعد ولكن من المرجح ان يكون بالمليارات وفي ازدياد.

## خلفية

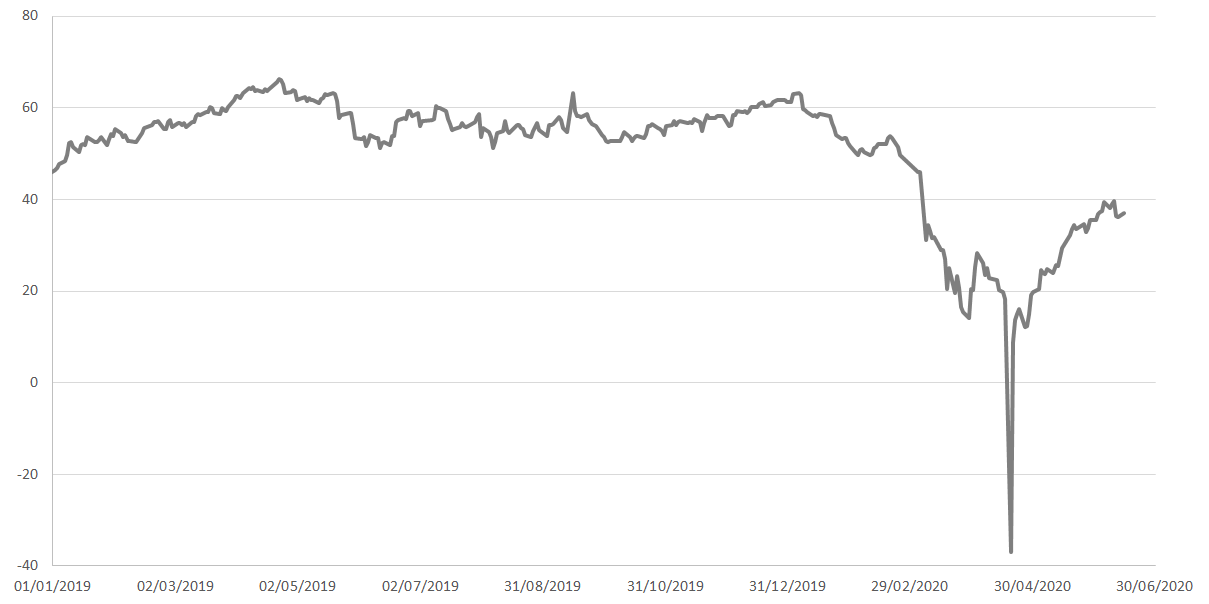
يظهر الرسم البياني حركة سعر نفط خام غرب تكساس (WTI)، وقد بدأ الانهيار في منتصف فبراير/شباط 2020. ففي 20 إبريل/نيسان 2020، هبطت الأسعار إلى ما دون الصفر للمرة الأولى في التاريخ.

تزامنت الجائحة مع موسم التشونيون وهو موسم سفر رئيسي مرتبط بعطلة رأس السنة الصينية، كما ألغت الحكومة الوطنية والإقليمية عددا من الأحداث التي شملت تجمعات كبيرة بما في ذلك المهرجانات السنوية للعام الجديد أيضًا اغلقت الشركات الخاصة محلاتها والمعالم السياحية مثل ديزني لاند في هونغ كونغ وشنغهاي، كما اُغلقت العديد من احداث رأس السنة القمرية والمعالم السياحية لمنع التجمعات الكبيرة بما في ذلك المدينة المحرمة في بكين ومعارض المعبد التقليدية، ومددت السلطات 24 مقاطعة وبلدية ومنطقة في الصين البالغ عددها  31 مقاطعة عطلة العام الجديد حتى 10 فبراير/شباط وأمرت معظم أماكن العمل بعدم إعادة فتحها حتى ذلك التاريخ، كما شكلت هذه المناطق نسبة 80% من الناتج المحلي للبلاد ونسبة 90% من صادراتها، ورفعت هونغ كونغ مستوى استجابتها للأمراض المعدية إلى اعلى مستوى كما أعلنت حالة الطوارئ وأغلقت المدارس حتى مارس/آذار وألغت احتفالاتها للعام الجديد.
وفقا للمدير العام لمنظمة الصحة العالمية تيدروس أدهانوم أنه قد ارتفع الطلب على معدات الحماية الشخصية بمئة ضعف وهذا الطلب أدى إلى زيادة في الأسعار تصل إلى عشرين ضعف السعر العادي كما أدى إلى تأخير تمديد المعدات الطبية لمدة تتراوح بين أربعة إلى ستة أشهر.

## الانكماش الاقتصادي الإجمالي
يشير ركود فيروس كورونا إلى ركود اقتصادي قد يحدث لجميع اقتصاد العالم في 2020 بسبب جائحة كورونا.
يشير بعض الخبراء الاقتصاديين أن اقتصاد الصين قد ينكمش للمرة الأولى منذ السبعينات. وانخفض مؤشر مديري المشتريات في شركة Caixin لقطاع الخدمات في الاقتصاد الصيني إلى 26.5 في فبراير 2020، وهو اقل رقم سُجل منذ ظهور الدراسة الاستقصائية في عام 2005، كما انخفضت مبيعات السيارات في الصين بنسبة 86% في شهر فبراير/شباط، ومع انتشار الفيروس في جميع أنحاء العالم شهدت أسواق الأسهم أكبر انهيار لها منذ سنة 1987.

## برامج الانتعاش الاقتصادي
أعلنت الدول والمدن والتجمعات الأخرى ذات آليات الحكم في جميع أنحاء العالم عن تطوير وتنفيذ برامج للانتعاش الاقتصادي الموجه.

## الأسواق المالية
كان للاضطراب الاقتصادي المتزامن مع جائحة فيروس كورونا التأثير الشديد والواسع النطاق على الأسواق المالية وتشمل أسواق الأسهم والسندات والسلع (بما في ذلك النفط والذهب الخام) كما ساهمت احداث رئيسية تشمل حرب أسعار النفط الروسية-السعودية إلى انهيار أسعار النفط الخام وانهيار سوق الأسهم في مارس/ آذار 2020، ويتوقع برنامج الأمم المتحدة الإنمائي انخفاضًا في الإيرادات في البلدان النامية بقيمة 220 مليار دولار كما يتوقع أن يستمر الأثر الاقتصادي لجائحة كورونا لشهور آو حتى سنوات، ويتوقع البعض أن يكون هناك انخفاضًا في أسعار النفط الطبيعي. وفقًا لتقرير صادر عن رويترز في أغسطس 2020، انخفض الاستثمار الأجنبي المباشر في دبي بنسبة 74٪ في النصف الأول من عام 2020، مقارنة بالفترة نفسها من عام 2019. الرئيس التنفيذي لمؤسسة دبي لتنمية الاستثمار (Dubai FDI))، فهد القرقاوي، أن وباء Covid-19 أدى إلى انخفاض الاستثمار الأجنبي على مستوى العالم، بسبب سلاسل التوريد المضطربة والعمليات التجارية المحدودة والسفر والتنقل. وزعمت حكومة دبي في بيان لها أن المركز المالي والتجاري في الشرق الأوسط جذب 12 مليار درهم فقط في الأشهر الستة الأولى من عام 2020، بينما بلغ الاستثمار الأجنبي المباشر العام الماضي في النصف الأول 46.6 مليار درهم.
أفادت التقارير أن جائحة كوفيد -19 ضغط على قطاع العقارات، الذي كان يتعامل بالفعل مع عدم التوازن بين العرض والطلب منذ سنوات. أعلنت شركات العقارات في دبي، إعمار العقارية وداماك العقارية عن خسائر في أعقاب زيادة انتشار فيروس كورونا المستجد. أعلنت إعمار عن خسارة 58٪ في صافي ربحها‘ بينما سجلت داماك العقارية خسارة صافية قدرها 1.04 مليار درهم في عام 2020.

## الصناعة
انخفضت مبيعات السيارات الجديدة في الولايات المتحدة بنسبة 40% كما أغلقت الشركات الأميركية الثلاث الكبرى مصانعها في الولايات المتحدة، ووقعت صناعة السيارات الألمانية في الأزمة بعد أن عانت من فضيحة انبعاثات فولكس فاجن بالإضافة إلى المنافسة من السيارات الكهربائية، كما أوقفت شركتا بوينغ وايرباص الإنتاج في بعض المصانع.

## الفنون والترفيه والرياضة
كان للوباء الأثر المفاجئ والبليغ على قطاعي الفنون والتراث الثقافي (GLAM) في جميع أنحاء العالم، وأثرت الأزمة الصحة العالمية والغموض الناجم عنها اثرا عميقًا على عمليات المنظمات والأفراد الموظفين والمستقلين  في أنحاء القطاع، وبحلول مارس/آذار 2020 وفي مختلف أنحاء العالم أُغلقت معظم المؤسسات الثقافية حتى إشعار اخر (أو قلصت خدماتها جذريًا)، وأُلغيت أو أُجلت المعارض والأحداث والأداءات، كما فقد العديد من الأفراد عقودهم أو وظائفهم بشكل مؤقت أو دائم مع درجات متفاوتة من الإنذار والمعونات المالية المتاحة. وعلى نحو مماثل قدمت الحوافز المالية من الحكومات والمؤسسات الخيرية للفنانين مستويات مختلفة من الدعم حسب القطاع والبلد، وكان للدول مثل أستراليا حيث تساهم الفنون في نحو 6.4% من الناتج المحلي الأثر الكبير على الأفراد والاقتصاد.

### السينما
اثرت الجائحة على صناعة الأفلام وأغلقت دور السينما في مختلف أنحاء العالم وبدرجات متفاوتة كما ألغيت أو أُجلت المهرجانات وتغيرت مواعيد إصدارات الأفلام إلى مواعيد لاحقة، كذلك هبط شباك التذاكر العالمي مع إغلاق دور السينما بمليارات الدولارات، وبينما انخفضت اسهم معارض الأفلام بشكل هائل، أصبحت خدمات البث التلفزيوني أكثر شهرة وارتفعت اسهم شركة نيتفلكس، كما تأجل أو أُلغي عرض تقريبا جميع الأفلام الضخمة المتوقع إصدارها بعد عطلة نهاية الأسبوع الافتتاحية في مارس/آذار حول العالم ومن المتوقع أن تتكبد الصناعة خسائر هائلة مع توقف إنتاج الأفلام.

### الرياضة
كذلك تأجلت أو ألغيت أهم الأحداث الرياضية بما في ذلك الألعاب الأولمبية الصيفية 2020 في طوكيو والذي تأجلت في24  مارس/آذار 2020 حتى 2021.

### التلفاز
أدت جائحة كورونا إلى إغلاق أو تأخير إنتاج البرامج التلفزيونية في عدة بلدان ومع ذلك اظهر تقرير مشترك من شركتا Apptopia و Braze إلى زيادة بنسبة 30.7% في جلسات البث على مستوى في العالم على منصات مثل ديزني+ و  Netflix وHulu خلال شهر مارس/آذار.

### العاب الفيديو
كما اثرت الجائحة على قطاع ألعاب الفيديو بدرجة اقل ومع ظهور الفيروس لأول مرة في الصين اثرت سلاسل الإمدادات على تصنيع وإنتاج بعض لوحات تحكم ألعاب الفيديو مما أدى إلى تأخير في إصداراتهم وجعل الإمدادات الحالية أكثر ندرة ومع تفشي الجائحة ألغيت العديد من الأحداث التجارية الرئيسية، بما في ذلك معرض E3 2020، بسبب المخاوف من زيادة التفشي ولا يتوقع أن يكون الأثر الاقتصادي على قطاع ألعاب الفيديو كبيرًا مثل قطاع الأفلام أو غيره من القطاعات الترفيهية حيث يمكن تحقيق اللامركزية في إنتاج ألعاب الفيديو وتنفيذها عن بعد وتوزيع المنتجات رقميًا على المستهلكين بغض النظر عن الحجر الوطني والإقليمي للأعمال التجارية والخدمات.

## النشر
من المتوقع أن تخلف الجائحة اثرا مباشرا شديدا على الصحف المحلية في الولايات المتحدة حيث كان الكثيرون يعانون عناءً شديدًا مسبقًا.
وفي ظل الحالة الصحية العامة في المناطق المتضررة حيث أُغلقت قطاعات التجزئة التي تعتبر غير ضرورية مؤقتاً، أعلنت شركة Diamond Comic Distributors الموزعة للقصص المصورة في 24  مارس/آذار 2020 عن تعليق كامل لتوزيع المواد المنشورة والسلع ذات الصلة من 1 أبريل/نيسان 2020 وحتى إشعار آخر، وبما أن شركة Diamond تحتكر توزيع الكتب المصورة المطبوعة باحتكار شبه كامل، فإن هذا يوصف بأنه «حدث نادر» يهدد كامل قطاع التجزئة المتخصص بالقصص المصورة بالإفلاس مع هذه الخطوة، ونتيجة لذلك، علّق ناشرون مثل شركتي IDW للنشر ودارك هورس كوميكس نشر دورياتهم بينما تقوم دي سي كوميكس باستكشاف بدائل للتوزيع وتشمل هذا زيادة التركيز على البيع بالتجزئة عبر الإنترنت للمواد الرقمية.

## قطاع التجزئة

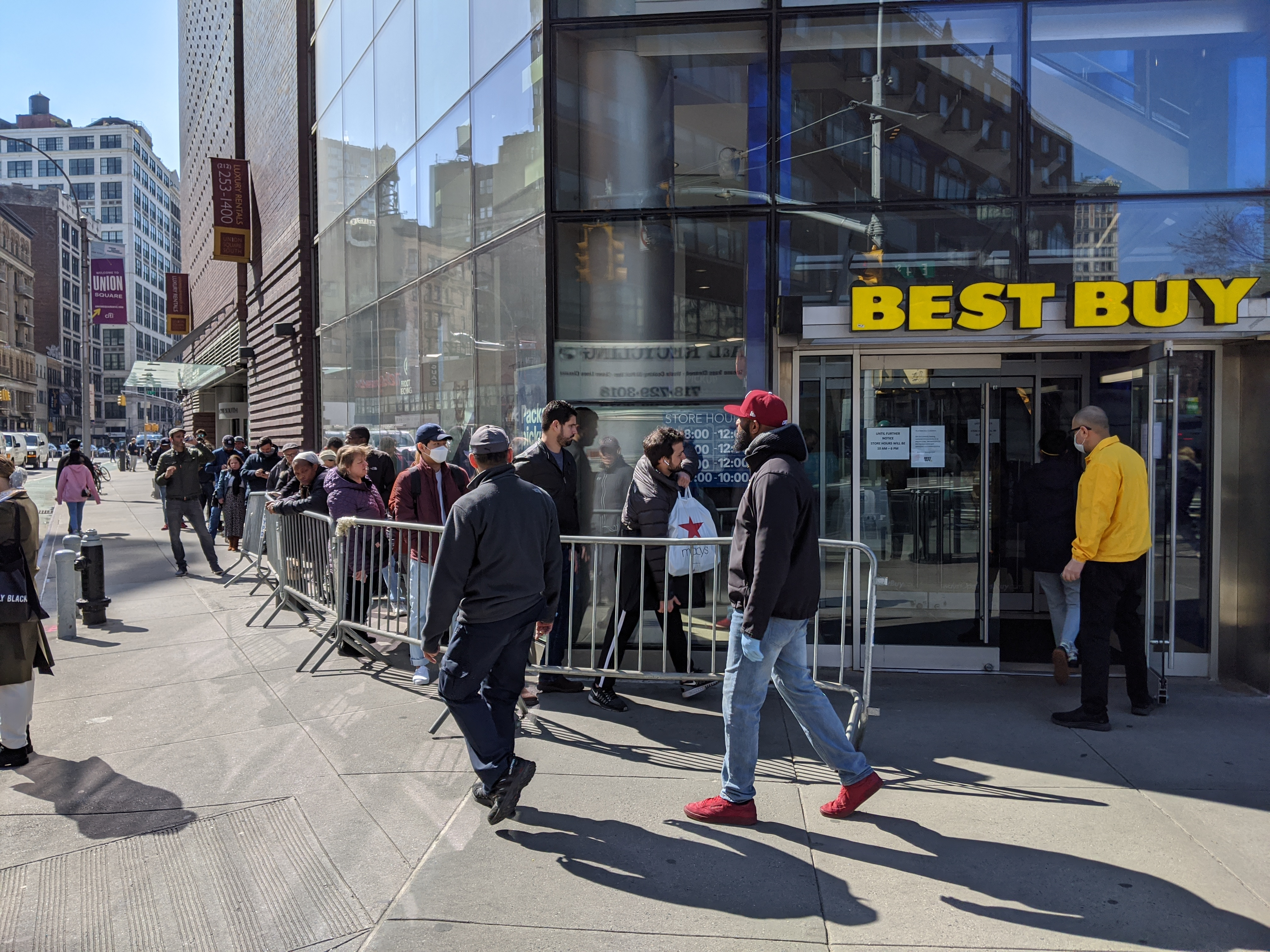
كانت Best Buy تسمح فقط لعدد محدود من الأشخاص بالدخول إلى متجر Union Square في مدينة نيويورك ، 18 مارس 2020

أثرت الجائحة على قطاع التجزئة إذ شهدت محلات التجزئة في جميع أنحاء العالم زيادة في الطلب على المنتجات للعديد من المواد الاستهلاكية مما أدى إلى وجود رفوف تجزئة خاوية، وفي أستراليا، وفرت الجائحة فرصة جديدة لمتسوقي دايجو لإعادة البيع في السوق الصيني، «رغم كون أزمة كورونا مخيفة إلا أن لها جانب إيجابي»
وقد استخدم بعض تجار التجزئة خدمات التوصيل للمنازل أو الاستلام خارج المحل للمواد المشتراة من خلال مواقع التجارة الإلكترونية، وبحلول أبريل/نيسان بدأ تجار التجزئة بتطبيق خدمة "retail to go" والتي تسمح للمستهلكين باستلام طلباتهم، ويتسوق ما يقدر بنسبة 40% من المتسوقين عبر الإنترنت ويختارون خدمة الاستلام في المتجر وهذا سلوك تضاعف فجاءًة مقارنة بالعام الماضي.
وقام المزارعون الصغار باستخدام التقنيات الرقمية كوسيلة لبيع المنتجات بشكل مباشر، كما أن الزراعة المدعومة من المجتمع وانظمة التسليم المباشر في ارتفاعٍ.

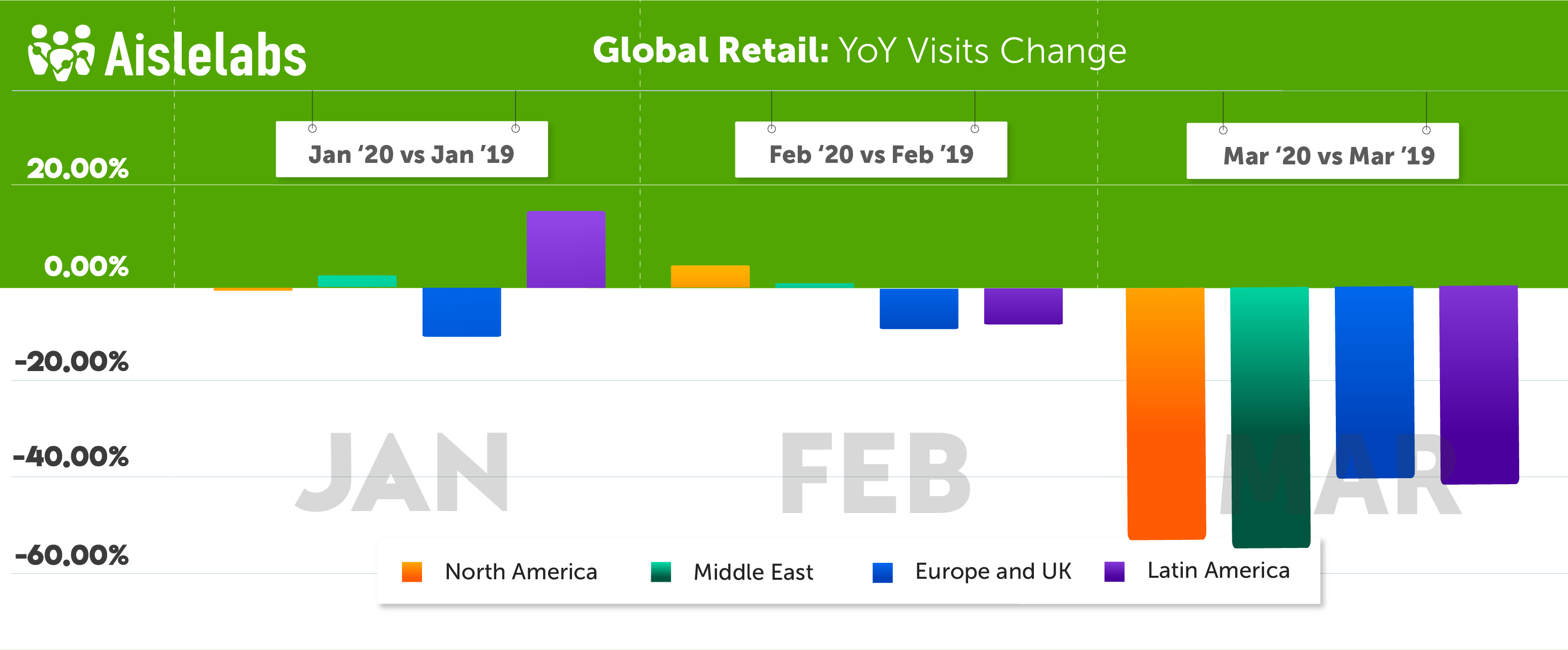
شهدت تجارة التجزئة هبوطاً بنسبة 40% إلى 60% في مارس/آذار 2020

في منتصف أبريل/نيسان أكدت شركة أمازون أن هناك عاملين في أكثر من نصف مستودعاتها في الولايات المتحدة البالغ عددها 110 قد شخصوا بفيروس كورونا.

### إغلاق الأعمال
بحلول أبريل/نيسان خسرت شركات التجزئة في المتاجر JCPenney ونوردستورم وماسي وكول 12.3 مليار دولار من قيمتها السوقية كما عجزت شركة Neiman Marcus و JCPenney عن سداد سندات الأقساط في أبريل/نيسان مما جعلهم يستعدون مؤقتا لمحكمة الإفلاس والحماية من الإفلاس، وقد رفع كل من شركة جي.كرو ونيمان ماركوس دعوى لإشهار الإفلاس خلال الأسبوع الأول من ماي/أيار، وتفيد التقارير انهما كانا أول كبار شركات التجزئة لعمل هذا خلال الجائحة وبعدها رفعت شركة JCPenney دعوى لإشهار الإفلاس في 15 ماي/أيار.
في ماي/أيار أعلنت شركة Pier 1 انها ستغلق في أقرب وقت ممكن وأنها سعت حماية المحكمة في فبراير/شباط وأملت ان يشتري شخصا ما الشركة ولكن الركود الذي أعقب الأزمة جعل من الأمر مستحيلا.

## قطاع المطاعم

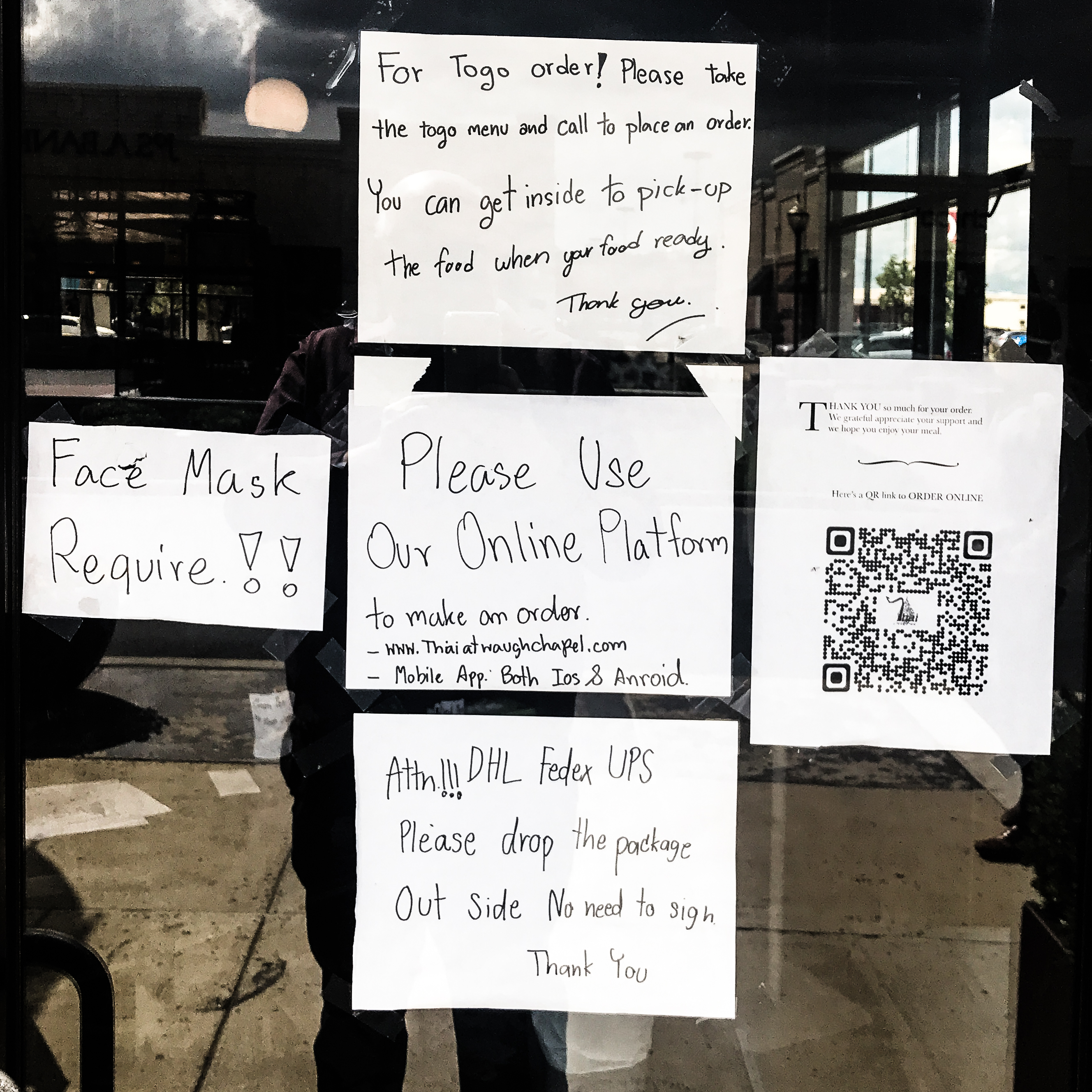
لافتات مُعلقة على مطعم تايلندي في منطقة كروفتون في ماريلاند

اثرت الجائحة كذلك على تجارة المطاعم ففي بداية مارس/آذار 2020 أعلنت بعض المدن الكبرى في الولايات المتحدة أن الحانات والمطاعم ستمنع تناول الطعام داخل المطعم وتقتصرها إلى طلبات الاستلام والتوصيل، وفي نهاية الشهر فرضت العديد من الولايات قيودًا تلزم المطاعم أن تقتصر على خدمتي طلبات الاستلام والتوصيل فقط، وقد فُصل بعض الموظفين وكان عدد الموظفين الذين يفتقرون إلى الاجازات المرضية في هذا القطاع أكبر مقارنةً بالقطاعات المماثلة، ونتيجة لاقتصار الخدمات إلى خدمتي طلبات الاستلام والتوصيل تم تسريح معظم الخوادم والسقاة مما دفعهم إلى إنشاء «وعاء افتراضي للبقشيش» عبر 23 مدينة أمريكية، وفي أواخر شهر مارس/آذار بدأت مبادرة في الولايات المتحدة تسمى " Great American Takeout " تدعو الناس الذين في الحجر المنزلي لدعم المطاعم المحلية كل يوم ثلاثاء عن طريق خدمة الاستلام خارج المحل أو باستخدام خدمات توصيل الطعام.

## العلوم والتكنولوجيا
اثرت الجائحة كذلك على إنتاجية مشاريع العلوم والفضاء والتكنولوجيا وعلى الوكالات الفضاء الرائدة في العالم بما في ذلك ناسا ووكالة الفضاء الأوربية والذي جعلهم يوقفون إنتاج نظام الإقلاع الفضائي وتلسكوب جيمس ويب الفضائي ووضع مسابير علوم الفضاء في حالة السبات أو في وضع الطاقة المنخفضة، كما وجهت معظم المراكز المدنية للوكالتين أغلبية الموظفين بالعمل عن بعد، وقد تكون الجائحة حسنت من التواصل العلمي أو أنشأت أشكالًا عدة منه فعلى سبيل المثال تصدر الكثير من البيانات على خوادم الطبعة الأولية وتُحلل في منصات الإنترنت الاجتماعية وفي بعض الأوقات في وسائل الإعلام قبل أن تدخل مرحلة مراجعة الأقران، ويقوم العلماء بمراجعة وتحرير وتحليل ونشر المخطوطات والبيانات بسرعة قياسية وبأعداد كبيرة وربما أتاح هذا التواصل المكثف  مستوى غير مسبوق من التعاون والكفاءة بين العلماء.

## السياحة

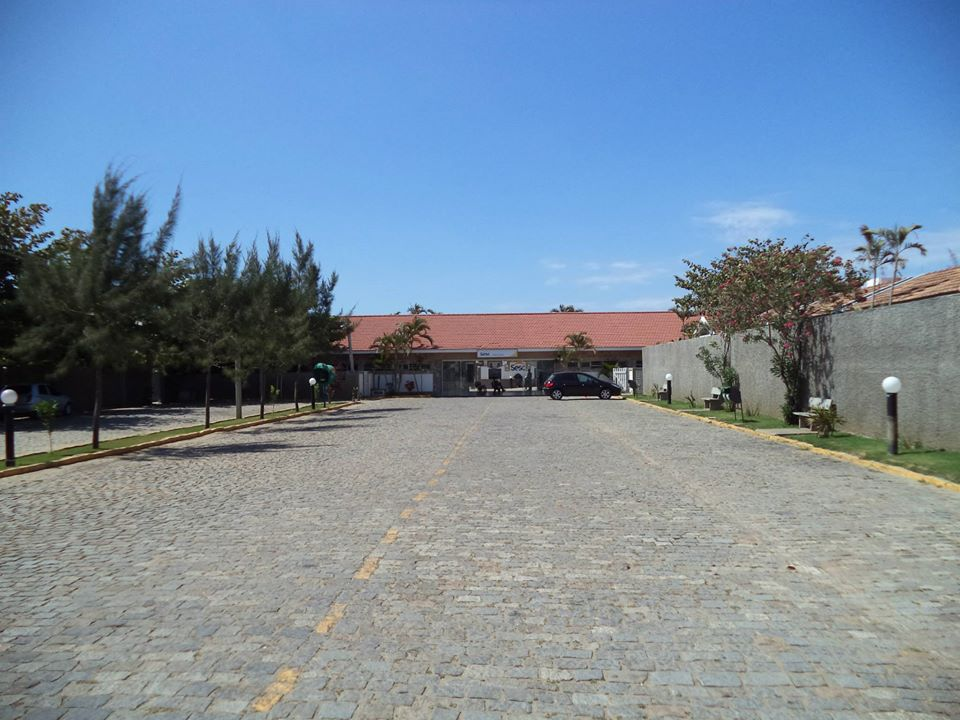
كان على فرع من فنادق SESC في ساو جواو دا بارا في البرازيل أن يغلق بسبب الأزمة المالية التي سببها الوباء

للخّصت فيليا تونتا الآثار المرجحة للجائحة على السياحة العالمية في بداية مارس/آذار 2020
- آثار شديدة لأن السياحة تعتمد على السفر
- قيود الحجر
- الخوف من المطارات أو الأماكن الأخرى ذو التجمعات الحاشدة
- مخاوف المرض خارج البلاد
- قضايا المتعلقة بالتأمين الطبي عبر الحدود
- إفلاس المؤسسات السياحة
- البطالة في القطاع السياحي
- ارتفاع أسعار تذاكر الطيران
- تضرر صورة قطاع السفن السياحية

## الأحداث والمؤسسات
سببت الجائحة إلغاء أو تأجيل الأحداث الكبرى حول العالم وأُغلقت بعض الأماكن العامة والمؤسسات

## وسائل النقل

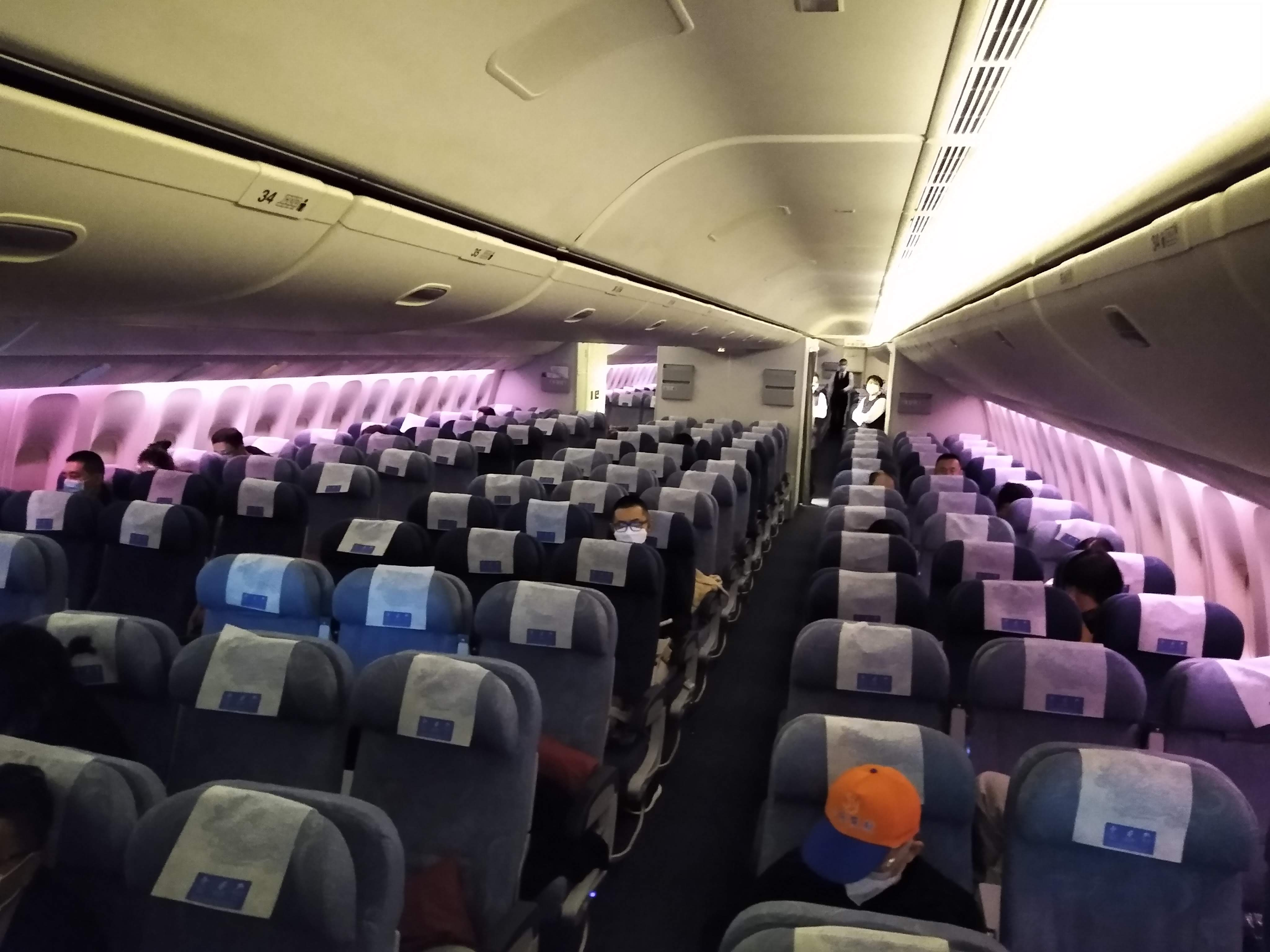
رحلة شبه فارغة من بكين إلى لوس أنجلوس أثناء الوباء

كما تأثر قطاع السفن السياحية تأثيرًا شديدًا بالانخفاض مع انخفاض أسعار أسهم كبار خطوط الرحلات البحرية بنسبة 70-80%
وانخفضت نسبة السفر المخطط له بنسبة 80-90% في كثير من المدن حول العالم

### طيران

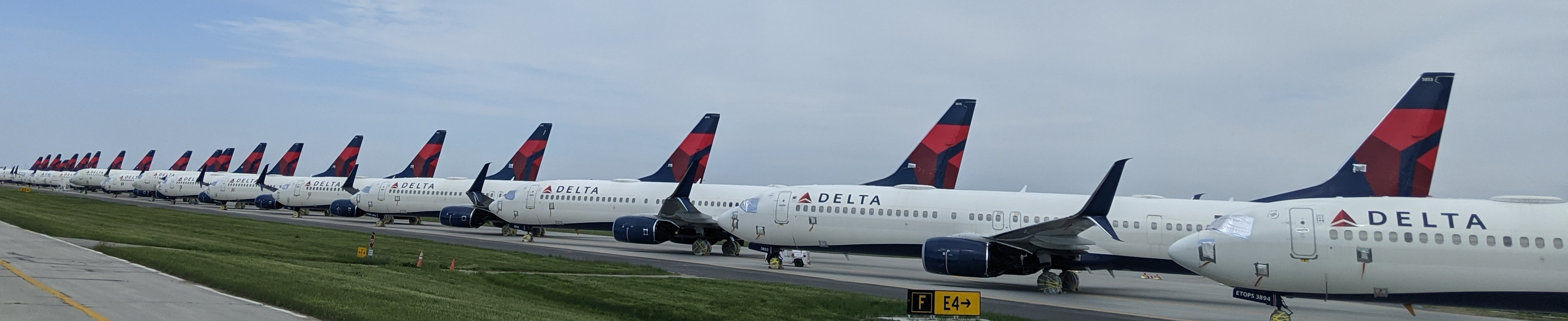
طائرات دلتا إيرلاينز متوقفة على ممر تاكسي في مطار كانساس سيتي الدولي. توقفت الطائرات بسبب الانخفاض الحاد في الطلب على الرحلات الجوية.

اثرت الجائحة كذلك على قطاع الطيران تأثيرًا هائلًا بسبب قيود السفر وانخفاض الطلب بين المسافرين، كما أدى الانخفاض الهائل لأعداد المسافرين إلى تحليق طائرات خالية من الركاب بين المطارات وإلغاء الرحلات.
ومن الممكن أن تتوقع شركات الطيران الأمريكية اعانة مالية تقدر بنحو 50 مليار دولار من قانون المساعدة والإغاثة والأمن الاقتصادي الخاص بفيروس كورونا.

### خطوط الرحلات البحرية
اضطرت خطوط الطيران إلى إلغاء الإبحار بعد انتشار جائحة فيروس كورونا، كما تزايدت الحجوزات والإلغاءات مع تضرر صورة الصناعة بالتغطية الإعلامية الواسعة على الركاب المرضى على متن السفن المحجورة
هبطت أسهم خطوط الرحلات البحرية بشكل حاد في 27 مارس/آذار حين قام قانون المساعدة والإغاثة والأمن الاقتصادي الخاص بفيروس كورونا والبالغ قيمته 2تريليون دولار باستبعاد الشركات غير «المنظمة» بموجب قانون الولايات المتحدة، وغرد السيناتور شيلدون وايتهاوس أن «شركات الرحلات البحرية الكبرى تقوم بالدمج في الخارج لتفادي الضرائب الأمريكية وبرفع أعلام سفنها في الخارج لتجنب الضرائب والقوانين الأمريكية والتسبب بالتلويث دون تعويض فلماذا يجب علينا مساعدتهم؟» وغرد السيناتور جوش هاولي أنه إن كانت خطوط الرحلات البحرية تتوقع مساعدة مالية فعليهم التسجيل ودفع ضرائبهم في الولايات المتحدة، وأن الموظفون والشركات المؤهلون للمساعدة المالية هم الموظفين الذي يعملون في أمريكا والشركات الصغرى الأمريكية.

## القمار والمراهنة
وفقا للاتحاد الأمريكي للمقامرة فأن الصناعة ستتعرض لخسائر تصل إلى 43.5 مليار دولار في النشاط الاقتصادي في الأشهر القادمة وتقول بعض التوقعات ان صناعة القمار الرياضية قد تخسر140 مليون دولار فقط في عطلة نهاية الأسبوع الرابعة من شهر مارس/آذار (يومي 21-22) على المراهنات الخاسرة في بطولات كرة السلة للرابطة الوطنية لرياضة الجامعات.
شركات المقامرة حريصة على نقل زبائنها من ارض الواقع إلى الإنترنت عبر ألعاب الكازينو والبوكر على الإنترنت لمكافحة خسارة الإيرادات بسبب إلغاء المباريات الرياضية وإغلاق متاجر الرهان، كما زادت مجموعات المقامرة الإعلانات في مواقع التواصل الاجتماعي عن ألعاب الكازينو عبر الإنترنت.
ويقول البعض أن ألعاب السباق الافتراضية والألعاب القائمة على الرسم تثبت شعبيتها أيضا، وأطلق بعض مقدمي برامج المراهنة حملات للترويج لحلول المراهنة عبر الإنترنت لجذب شركات المراهنة.
وقد تكون الأثار الطويلة الأمد على صناعة المراهنة والمقامرة: إغلاق مشغلي ومقدمي خدمات التجزئة الصغيرة والزيادة في عمليات الدمج والاستحواذ والتركيز بشكل أكبر على الإنترنت والابتكار على الإنترنت بمعنى أنه حتى المنتجات الحالية مثل المراهنة الرياضية ستولي اهتمامًا اشد لألعاب الرياضة غير المعروفة مثل كرة القدم في الملعب الصابوني أو الكويدش ومساحة أكثر وضوحا لألعاب الرياضة الإلكترونية.
وفي مكاو حيث تحتل المركز الأول في العالم في الوجهة للمقامرة من حيث الإيرادات، أُغلقت جميع الكازينوهات لمدة 15 يوماً في فبراير/شباط وعانت من انخفاض في نسبة الإيرادات السنوية بنسبة 88% وهو أسوا انخفاض سُجل في المنطقة.

## البطالة
صرحت منظمة العمل الدولية في السابع من شهر أبريل/نيسان أنه من المتوقع أن يكون هناك خسارة بنسبة 6.7% في ساعات العمل على مستوى العالم في الربع الثاني مع سنة 2020، وهذا ما يعادل 195 مليون وظيفة بدوام كامل كما قدروا أن الأزمة أدت إلى فقدان 30 مليون وظيفة في الربع الأول فقط مقارنةً مع الأزمة المالية في 2008 والتي أدت إلى فقدان 25 مليون وظيفة.
في شهر يناير/كانون الثاني وفبراير/شباط وفي خضم ذروة الجائحة في ووهان، خسر ما يقارب 5 ملايين شخص في الصين وظائفهم، وعُلق العديد من العمال الريفيين المهاجرين الذين يبلغ عددهم 300 مليون عامل في الصين في المقاطعات الداخلية أو حوصروا في مقاطعة هوبي.
وفي مارس/آذار خسر أكثر من 10 ملايين أمريكي وظائفهم وتقدموا بطلب للحصول على المساعدة الحكومية، وقد يكلف فيروس كورونا 47 مليون وظيفة في الولايات المتحدة ووفقًا لتقديرات البنك الاحتياطي الفيدرالي في سانت لويس فمن الممكن أن ترتفع نسبة البطالة إلى 32%.
وساهم الحجر في الهند في بطالة عشرات الملايين من العمال المهاجرين
وحسب الدراسة الاستقصائية التي اجراها معهد انجوس ريد فأن 44% من الأسر الكندية عانت من نوع ما من فقدان الوظائف
كما خسر ما يقارب 900,000 عاملًا وظائفهم في اسبانيا منذ بداية الحجر في منتصف مارس/آذار، وخلال المنتصف الثاني من شهر مارس/آذار تقدم 4 ملايين عامل فرنسي بطلب للحصول على اعانة البطالة المؤقتة، كما تقدم مليون عامل بريطاني بالطلب على نظام قروض يونيفرسال.
أرسلت ما يقارب نصف مليون شركة في ألمانيا عمالها إلى برنامج الدوام القصير الذي تقدمه الحكومة (Kurzarbeit)، وقامت فرنسا وبريطانيا بعمل نفس فكرة.

## الأثر الاقتصادي حسب المنطقة والبلد

### شرق اسيا

#### البر الرئيسي للصين
كان من المتوقع أن يدر اقتصاد الصين المليارات من الناتج الاقتصادي وتوقع مورقان ستانلي أن يشهد اقتصاد الصين نموًا بنسبة تتراوح من 5.6% (في أسوأ الحالات) إلى 5.9% في سنة 2020، كمرجع، درّت الصين 143 مليار دولار في شهر فبراير/شباط في عام 2019، وهو شهر رأس السنة الصينية الجديدة، وذكرت وزارة النقل الصينية أن الرحلات بالقطار انخفضت بنسبة 73% إلى 190 مليون رحلة مقارنة بالعام السابق، كما اُغلقت المصانع وشركات التجزئة وسلاسل المطاعم.
كما تم إغلاق مسارح العرض البالغة 70,000 مسرح في البلاد مما أدى إلى سقوط شباك التذاكر بالكامل وهذا اختلاف هائل عن أسبوع رأس السنة الصينية في عام 2019 حين درّت 836 مليون دولار.
ورغم التحذير أن الأثر الاقتصادي سيكون قصير الأمد إلا انه يرى سكرتير حزب لجنة الإصلاح والتنمية الوطنية في جمهورية الصين الشعبية كونغ ليانغ مواجهة الشركات الصغيرة والمتوسطة للمزيد من الصعوبات في عملياتها، وذكر مساعد وزير الموارد البشرية والضمان الاجتماعي يو جون أن العمال الزراعيين وخريجي الجامعات سيواجهون صعوبات.
تضررت السياحة في الصين بسبب قيود السفر ومخاوف انتقال العدوى، بما في ذلك الحظر على المجموعات السياحية على الصعيد المحلي والدولي، وألغت عدة خطوط الطيران الرحلات للصين أو قلصتها بشكل هائل كما تحذر إرشادات السفر من السفر إلى الصين، كما أجلت عدة دول منها فرنسا واليابان وأستراليا ونيوزلندا وبريطانيا والولايات المتحدة مواطنيهم في ووهان ومقاطعة هوباي.
مددت غالبية المدارس والجامعات إجازتها السنوية حتى منتصف فبراير/شباط، وتمت إعادة الطلاب الأجانب الملتحقون بالجامعات الصينية إلى ديارهم بسبب المخاوف من إصابتهم بالمرض، فأولى حالات الإصابة التي أعلنتها النيبال وكيرلا وهي ولايتان جنوب الهند، كانت من طلاب أعيدوا إلى ديارهم، وقد تأثر ما يقارب 200 مليون طالب من إغلاق المدارس، فمع عودة الفصل الدراسي الثاني بعد موسم السفر السنوي لمهرجان عيد الربيع في 17 فبراير/شباط اتبع الطلاب نظام الفصول الافتراضية في منازلهم، وأطلقت وزارة التعليم «فصول وطنية سحابية على الإنترنت» ومدعومة من 7,000 خادم لتلبية احتياجات طلبة المدارس الابتدائية والمتوسطة البالغ عددهم 50 مليون طالب.
وأعلنت وزارة المالية الصينية أنها ستدعم التكاليف الطبية الشخصية التي يتكبدها المرضى بالكامل.
وذكرت شبكة CNN أن بعض الأشخاص من ووهان «أصبحوا منبوذين في بلادهم والفنادق والجيران أصبحت تتجنبهم وفي بعض المناطق يخضعونهم إلى تدابير الحجر المنزلي المثيرة للجدل».
تأثرت مبيعات السيارات الجديدة بسبب الجائحة كما كان هناك انخفاض بنسبة 92% في كمية السيارات المباعة خلال الأسبوعين الأولين من فبراير/شباط 2020.
في فبراير/شباط 24، أعلنت اللجنة الدائمة للصين حظرا فوريًا و«شاملًا» على صناعة تجارة الحياة البرية التي تقدر قيمتها ب74 مليار دولار أمريكي، معللة بالمشكلة البارزة للاستهلاك المفرط للحيوانات البرية والمخاطر المستترة الهائلة التي تهدد الصحة العامة والسلامة العامة والتي كشفتها الجائحة، وهذا من شأنه أن يمدد الحظر المؤقت الذي بدأ منذ نهاية يناير/كانون الثاني بصورة دائمة.
وفقا لموقع Carbon Brief المختص بالتغير المناخي، فإن جائحة فيروس كورونا ساهمت في خفض انبعاثات الغاز الدفيئة في الصين بنسبة 25%، وفي مارس/آذار 2020، وكشفت صور الأقمار الصناعية من وكالة ناسا أن التلوث قد انخفض انخفاضًا ملحوظًا، ويعزى ذلك جزئيا إلى تباطؤ النشاط الاقتصادي نتيجة تفشي المرض.

##### نقص الإمدادات الطبية

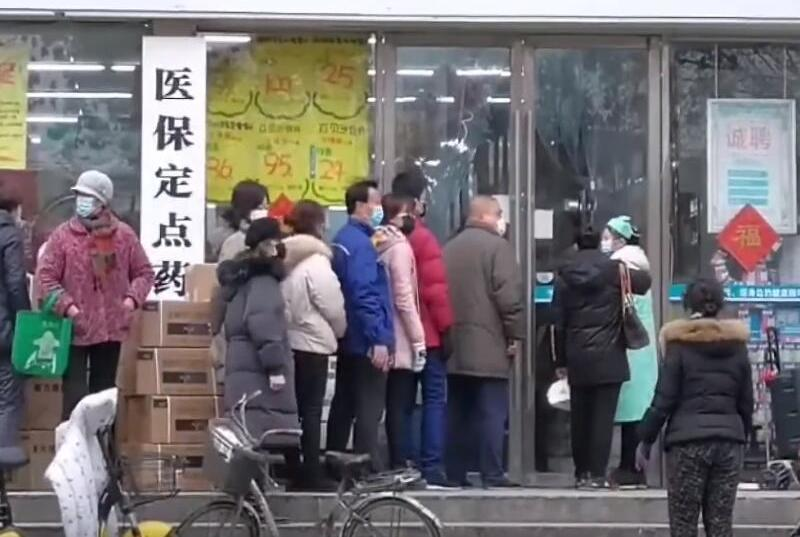
أشخاص في ووهان يصطفون أمام متجر للأدوية لشراء أقنعة جراحية

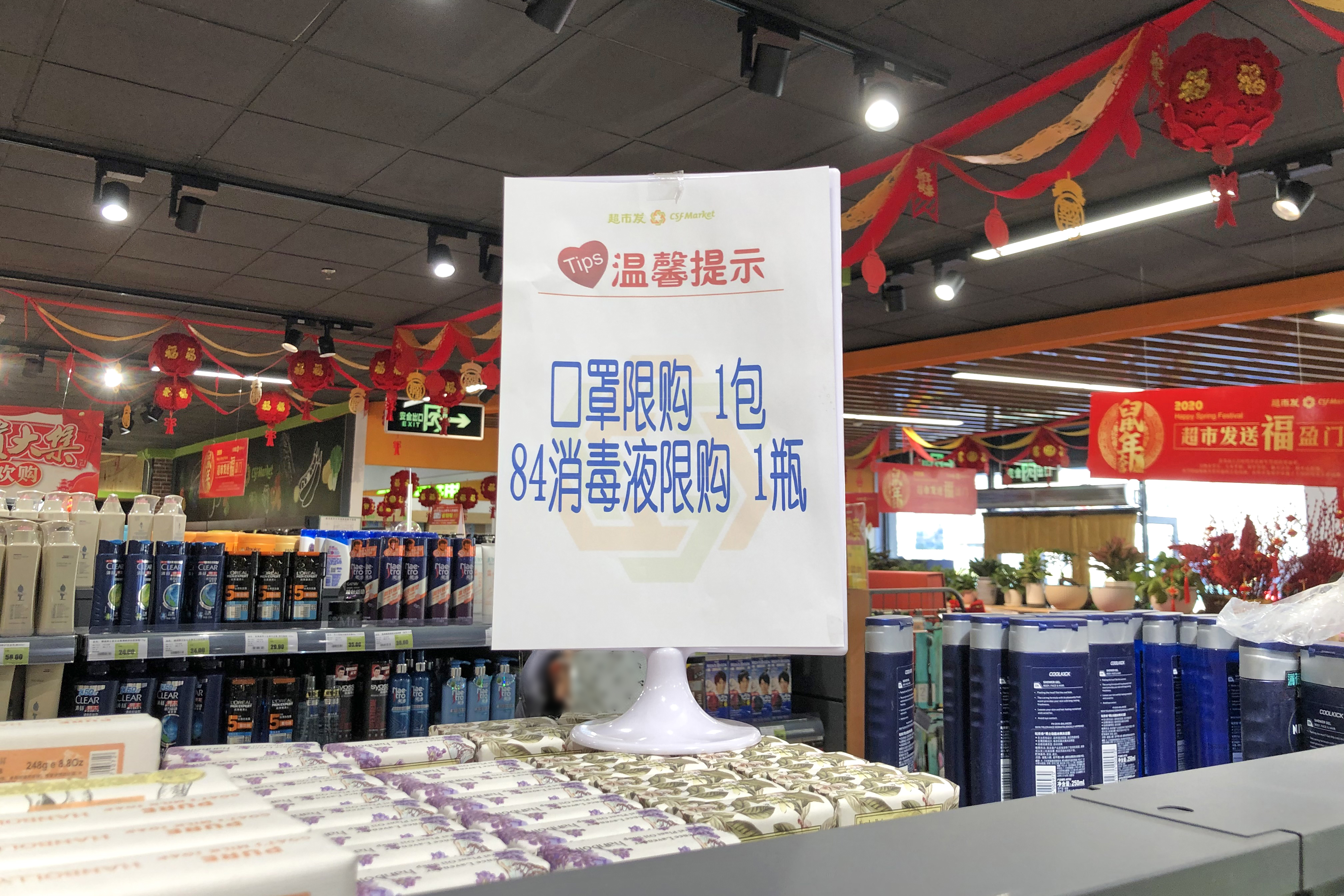
إشعار في سوبر ماركت في بكين ، يقول إن كل شخص لا يمكنه شراء سوى عبوة واحدة من الأقنعة الجراحية وزجاجة واحدة من 84 سائل مطهر في اليوم

مع انتشار الوباء، شهد سوق البر الرئيسي نقصًا في الأقنعة الواقية بسبب حاجة العامة المتزايدة لها، وأفادت التقارير أن الزبائن في شنغهاي اضطروا للوقوف في الصف لما يقارب ساعة لشراء حزمة من الأقنعة والتي بيعت بالكامل في غضون نصف ساعة أخرى، وتسبب تخزين بعض المتاجر للإمدادات ورفع الأسعار إلى اتخاذ الجهات التنظيمية للسوق إجراءات صارمة على مثل هذه التصرفات، ووفقًا إلى لي ليمين وهو خبير في الصناعة فإن تخفيف النقص لن يحدث إلا في أواخر شهر فبراير/شباط، عندما يعود أغلب العمال من إجازة العام الجديد.
في 22 يناير/كانون الثاني 2020، ذكرت منصة تاوباو، وهي أكبر منصة تجارة إلكترونية في الصين والتي تملكها مجموعة علي بابا، أنها لن تسمح بزيادة أسعار الأقنعة الواقية على منصتي تاوباو وتيمول، وستتم تقديم إعانات خاصة إلى تجار التجزئة، كما أن خدمة " توصيل الدواء الطارئ" من شركة Alibaba Health لن تغلق خلال مهرجان الربيع، وقالت منصة جي دي.كوم وهي إحدى المنصات الصينية الرائدة في مجال التجارة الالكترونية، " إننا نعمل بنشاط لضمان استقرار المخزون والأسعار من المصادر والتخزين والتوزيع والتحكم بالمنصة وما إلى ذلك" و " بينما نضمن استقرارية الأسعار لسلع جي دي الخاصة فقد فرضت منصة جي دي.كوم رقابة صارمة على السلع في منصة جي دي"، كما يحظر على البائعين الخارجيين الذين يبيعون الأقنعة رفع الأسعار، وبمجرد التأكد من أنهم قد رفعوا الأسعار بصورة غير طبيعية فإن منصة جي دي ستزيل السلع المخالفة فورًا وستتعامل مع البائعين المخالفين تبعًا لذلك "، كما وعدت منصات التجارة الإلكترونية الرئيسية الأخرى بما في ذلك منصتي Sunning.com و Pinduoduoبالحفاظ على استقرارية أسعار المنتجات الصحية.

##### الاقتصاد
وفقًا لدراسة مورقان ستانلي والتي ذكرتها رويترز، فأن من المتوقع أن يتباطأ النمو الاقتصادي في الصين بنسبة قد تصل إلى 1.1% في النصف الأول من سنة 2020بسبب تضرر النشاط الاقتصادي الذي تكبده فيروس كورونا، ولكن في الأول من فبراير/شباط ذكر بنك الشعب الصيني أن تأثير الجائحة على اقتصاد الصين هو تأثيرًا مؤقتًا وأنه قد ظلت اساسيات النمو الصيني الإيجابي والعالي الجودة على الأمد البعيد بلا تغير.
وبسبب تفشي الفيروس فقد أعلنتا بورصة شنغهاي وشنتشن ومع موافقة اللجنة الصينية لتنظيم الأوراق المالية تمديد موعد انتهاء مهرجان الربيع إلى 2 فبراير/شباط واستئناف التداول في 3 فبراير/شباط، وقبل ذلك في 23 يناير/كانون الثاني في اخر يوم لتداول الأسهم قبل مهرجان الربيع، بدأت جميع مؤشرات الأسهم الثلاثة الرئيسية  تداولاتها على انخفاض مما أدى إلى هبوط بنسبة 3%، وهبوط مؤشر شنغهاي المركب إلى اقل من 3000، وفي 2 فبراير، أول يوم للتداول بعد العطلة، سجلت المؤشرات الثلاثة الرئيسية أدنى مستوى لها عند الافتتاح بحوالي 8%، وبحلول نهاية اليوم تضاءل الانخفاض قليلا إلى حوالي 7%، وهبط مؤشر الشنتشن إلى اقل من 10 آلاف نقطة، وهبطت اجمالي 3,177 سهمًا في السوقين.
أعلن بنك الشعب الصيني وإدارة الدولة للنقد الأجنبي عن تمديد سوق رنمينبي للعملات الأجنبية بين البنوك وسوق صرف العملات وسوق العملات الأجنبية إجازتهم حتى 2 فبراير/شباط 2020، وعندما فُتح السوق في 3 فبراير/شباط انخفضت قيمة سوق رنمينبي مقابل العملات الأجنبية الرئيسية، وبدأ معدل التكافؤ المركزي لسوق رنمينبي مقابل الدولار الأمريكي عند مستوى 6.9249 وهذا يعد انخفاضًا ل 373 نقطة أساسية عن يوم التداول السابق، كما هبط إلى ما دون المستوى 7 من بعد ساعة من الافتتاح واغلق عند المستوى 7.0257.
ويتوقع البنك الدولي نمو اقتصاد الصين بنسبة من 0.1–2.3% وهو ما يعد اقل معدل نمو منذ عقود.
في 22 من شهر مايو/أيار أعلن رئيس مجلس الدولة الصيني لي كه تشيانغ ولأول مرة في التاريخ عن عدم تحديد هدف محدد للنمو الاقتصادي لسنة 2020، نسبةً لانكماش الاقتصاد بنسبة 6.8% مقارنة بعام 2019 ولمواجهة الصين لوقت «لا يمكن التنبؤ به»، ولكن أعلنت الحكومة أيضا عن عزمها لتوفير 9 ملايين فرص عمل في المناطق الحضرية حتى نهاية سنة 2020.

#### هونج كونج
شهدت هونج كونج احتجاجات واسعة والتي رأت انخفاضا كبيرا للسياح القادمين إلى الصين خلال ثمانية أشهر، كما زاد الوباء الضغط على قطاع السفر لتحمل فترة طويلة من الكساد، وشكلت مسألة انخفاض عدد الوافدين من بلدان أخرى والتي كانت أكثر مرونة خلال الأشهر السابقة مصدرًا للقلق، وتمر المدينة بالفعل بمرحلة الركود كما خفضت مؤسسة موديز من التصنيف الائتماني للمدينة، ومن المتوقع أن تمر أستراليا وهونغ كونغ والصين بأسوأ الآثار الاقتصادية الناجمة عن الجائحة.
كما كانت هناك زيادة جديدة في نشاط الاحتجاج حيث ازدادت المشاعر المعادية للصين بسبب مخاوف من تفشي الفيروس من الصين وطالب الكثيرين بإغلاق الموانئ الحدودية وعدم ادخال جميع المسافرين الصينيين، كما تضمنت الحوادث رمي عددًا من قنابل البنزين على مراكز الشرطة وتفجير قنبلة مصنوعة يدويًا في مرحاضٍ ورمي اجسام غريبة على خطط السكك الحديدة بين هونغ كونغ وحدود الصين، وتضمنت القضايا السياسية المطروحة مخاوف حول تفضيل الصينيين للسفر إلى هونغ كونغ للحصول على المساعدة الطبية المجانية  (والتي ناقشتها حكومة هونغ كونغ منذ ذلك الحين).
ومنذ انتشار الفيروس، نفذ عددًا هائلًا من المنتجات حول المدينة بما في ذلك الأقنعة الواقية والمطهرات (مثل الكحول والمبيّض)، كما تسببت استمرارية الناس للشراء بدافع الهلع إلى نفاذ المنتجات غير الطبية مثل المياه المعبأة والخضراوات والأرز من العديد من المتاجر وألغت حكومة هونغ كونغ وارداتها من الأقنعة الواقية مع الانخفاض العالمي لها.
وفي ظل جائحة فيروس كورونا اغلق مكتب التعليم كل دور الحضانة والمدارس الابتدائية والثانوية والمدارس الخاصة حتى تاريخ 17 فبراير/شباط، واستمر التعليق بالتمديد لعدة مرات بسبب تطور وضع الوباء حتى أعلن مكتب التعليم تعليق جميع المدارس حتى إشعار اخر في تاريخ 31 مارس/آذار، وقد اثار هذا التعطل المخاوف بشأن اختبارات الطلاب والمتوقع أن يجروها في نهاية السنة، لاسيما في ضوء الاضطرابات المرتبطة بالاحتجاجات والتي ظهرت في عام 2019.
في تاريخ 5 فبراير/شباط طلبت شركة الطيران كاثي باسيفيك من موظفيها البالغين 27,000 موظفًا أخذ إجازات طوعية غير مدفوعة الأجر مدتها ثلاثة أسابيع حتى نهاية شهر يونيو/حزيران، كما خفضت سابقًا طائراتها إلى بر الصين الرئيسي بنسبة 90% وطائراتها إلى جميع أنحاء العالم بنسبة 30%.

#### ماكاو
في تاريخ 4 فبراير/شباط، تلقت كافة الكازينوهات في ماكاو أوامر للإغلاق لمدة 15 يومًا، وافتتحت من جديد في تاريخ 20 فبراير ولكن ظل عدد الزائرين منخفضًا بسبب الجائحة، كما بلغت نسبة الأشغال في الفنادق اقل من 12% بحلول نهاية شهر فبراير/شباط.

#### اليابان

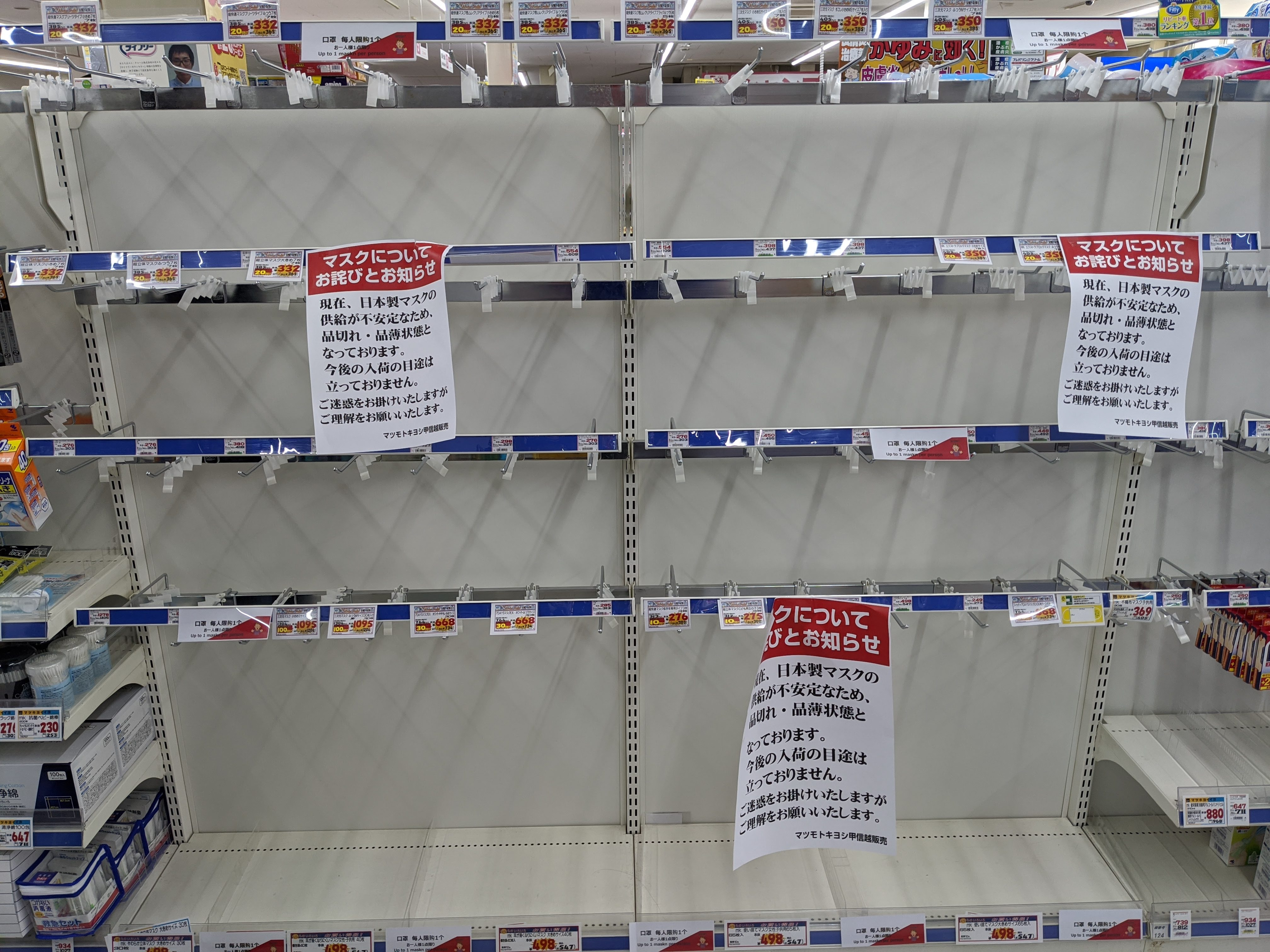
نفاذ الأقنعة على الرفوف في الصيدلية في اليابان في 3 فبراير 2020

ذكر رئيس الوزراء الياباني شينزو آبي أن«فيروس كورونا المستجد يؤثر تأثيرًا كبيرًا على السياحة والاقتصاد وعلى مجتمعنا ككل»، كما بيعت الأقنعة الواقية بالكامل في كافة انحاء البلاد ونفذت مخزونات الأقنعة الواقية بعد يوم واحد من وصولها، كما كان هناك ضغطا على نظام الرعاية الصحية نظرًا لتزايد الطلب على الفحوصات الطبية، كما ذكر الصينيين حدوث تزايد في التمييز، وأشار وزير الصحة إلى أن الوضع لم يصل إلى مرحلة تجعلنا نلغي التجمعات الحاشدة في الأول من فبراير/ شباط 2020.
ذكرت قطاعات الطيران والتجزئة والسياحة انخفاضًا في المبيعات كما اشتكى بعض الصانعين حول تعطل المصانع والخدمات اللوجستية وسلاسل الامداد الصينية، نظر رئيس الوزراء شينزو آبي في استخدام الأموال المخصصة لحالات الطوارئ لتخفيف اثر الجائحة على السياحة، حيث يشكل الصينيون نحو 40%، ولاحظت شركة مكغرو هيل ان الأسهم الأكثر تضررا كانت من شركات تغطي قطاعات السفر ومستحضرات التجميل والتجزئة وهي القطاعات الأكثر تعرضا للسياحة الصينية، كما أعلنت شركة ألعاب الفيديو نينتندو انها ستؤجل شحن لعبة نينتندو سويتش والتي تُصنع في الصين وتُشحن إلى اليابان.
وشكلت الجائحة مصدر قلق بشأن دورة الألعاب الأوليمبية الصيفية لعام 2020 والتي من المقرر أن تقام في طوكيو اعتبارًا من نهاية شهر يوليو/تموز، ولذلك اتخذت الحكومة اليابانية احتياطات إضافية للمساعدة في تقليل تأثير الجائحة كما تقوم اللجنة المنظمة في طوكيو واللجنة الاولمبية الدولية بمراقبة تأثير انتشار المرض في اليابان.
في تاريخ 27 فبراير/شباط 2020 طلب رئيس الوزراء شينزو آبي إغلاق كافة المدارس الابتدائية والإعدادية والثانوية في اليابان حتى نهاية شهر مارس/آذار والذي يكون نهاية السنة الدراسية، للحد من انتشار الفيروس، ولن تعيد المدارس فتح أبوابها من جديد للفصل الدراسي القادم الا بعد عطلة الربيع في مطلع أبريل/نيسان كما سيؤثر الإغلاق الكامل في كافة أنحاء البلاد على 13 مليون طالب.

#### كوريا الجنوبية

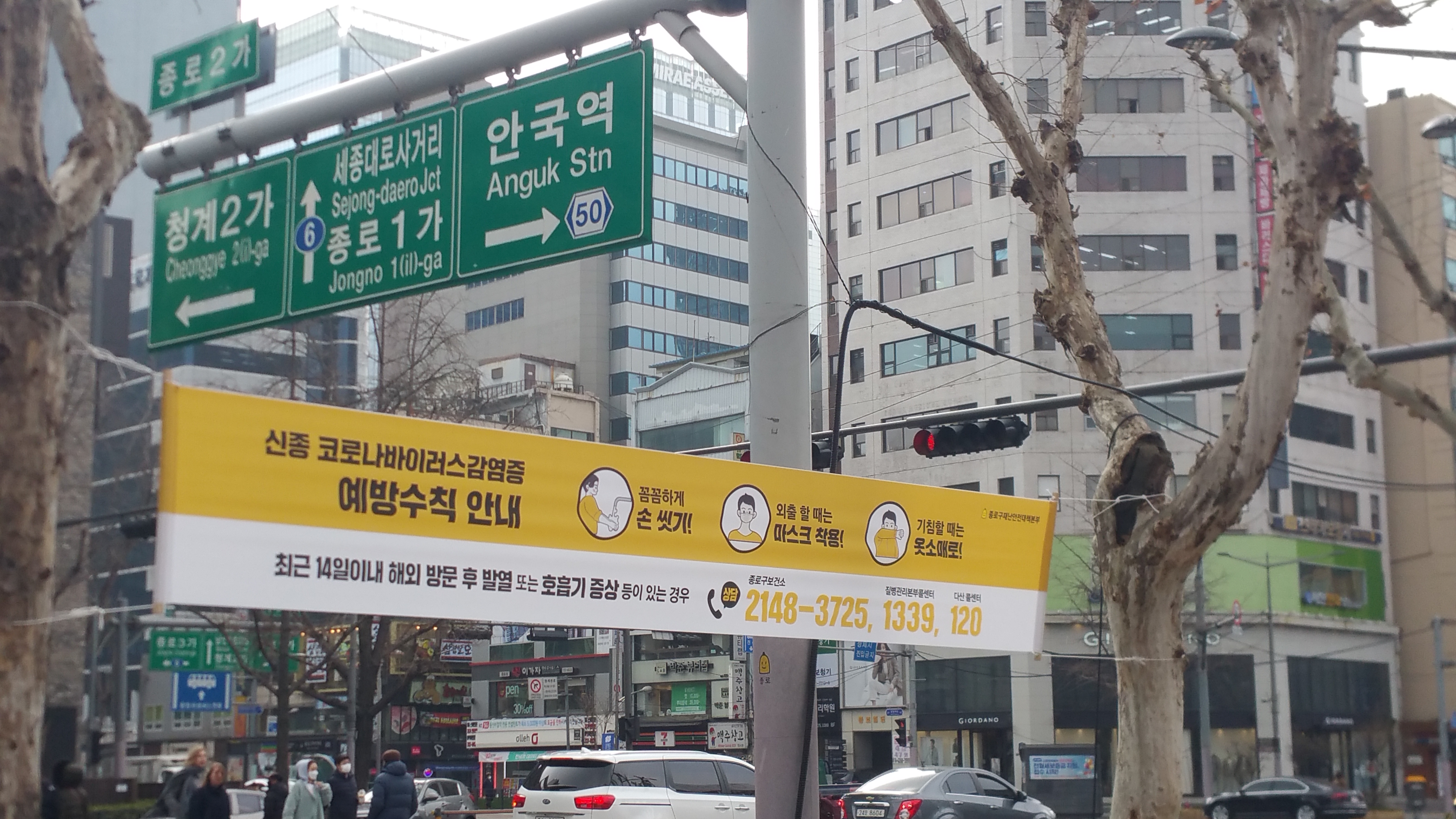
لافتة نصائح للوقاية من عدوى فيروس كورونا في سيول

في تاريخ 5 فبراير/شباط اضطرت شركة السيارات هيونداي موتور لتعليق إنتاجها في كوريا الجنوبية بسبب وجود نقص في إمدادات قطع الغيار.
ذكرت كوريا الجنوبية تزايدًا في انتشار العدوى بين البشر في المجتمعات منذ تاريخ 19 فبراير ويعزى ذلك إلى كنيسة شينتشونجي بالقرب من مدينة دايغو، ولكن معظم مدن كوريا الجنوبية تمارس أنشطتها بشكل اقرب إلى الحالة الطبيعية بعيدا عن مدينة دايغو والكنيسة المعنية على الرغم من إلغاء تسعة مهرجانات مخطط لها واضطرار تجار التجزئة المعفيين عن الضرائب إلى الإغلاق، وأعلنت إدارة القوى العاملة العسكرية في كوريا الجنوبية تعليق التجنيد الإلزامي في دايغو مؤقتًا، كما قرر مكتب دايغو للتعليم تأجيل بدء كافة المدارس في المنطقة لمدة أسبوع.
أُغلقت الكثير من المؤسسات التعليمية مؤقتًا بما في ذلك عشرات دور الحضانة في دايغو والعديد من المدارس الابتدائية في سيول، وبدايةً من تاريخ 18 فبراير أعلنت معظم الجامعات في كوريا الجنوبية عن خططها لتأجيل بداية فصل الربيع الدراسي، وهذا يتضمن 155 جامعة تنوي تأجيل بداية الفصل لمدة أسبوعين حتى تاريخ 16 مارس/آذار، و22 جامعة تنوي تأجيل بداية الفصل لمدة أسبوع حتى تاريخ 9 مارس/آذار، وفي تاريخ 23 فبراير/شباط أعلنت أيضا دور الحضانة والمدارس الابتدائية والإعدادية والثانوية تأجيل بداية الفصل من تاريخ 2 مارس/آذار حتى تاريخ 9 مارس/آذار
يتوقع أن يرتفع اقتصاد كوريا الجنوبية بنسبة 1.9% والذي انخفض من نسبة 2.1%، وقدمت الحكومة دعمًا ماليًا بقيمة 136.7 مليار ون للحكومات المحلية كما نظمت أيضًا شراء الأقنعة الواقية وغيرها من مواد النظافة الأخرى.

#### تايوان

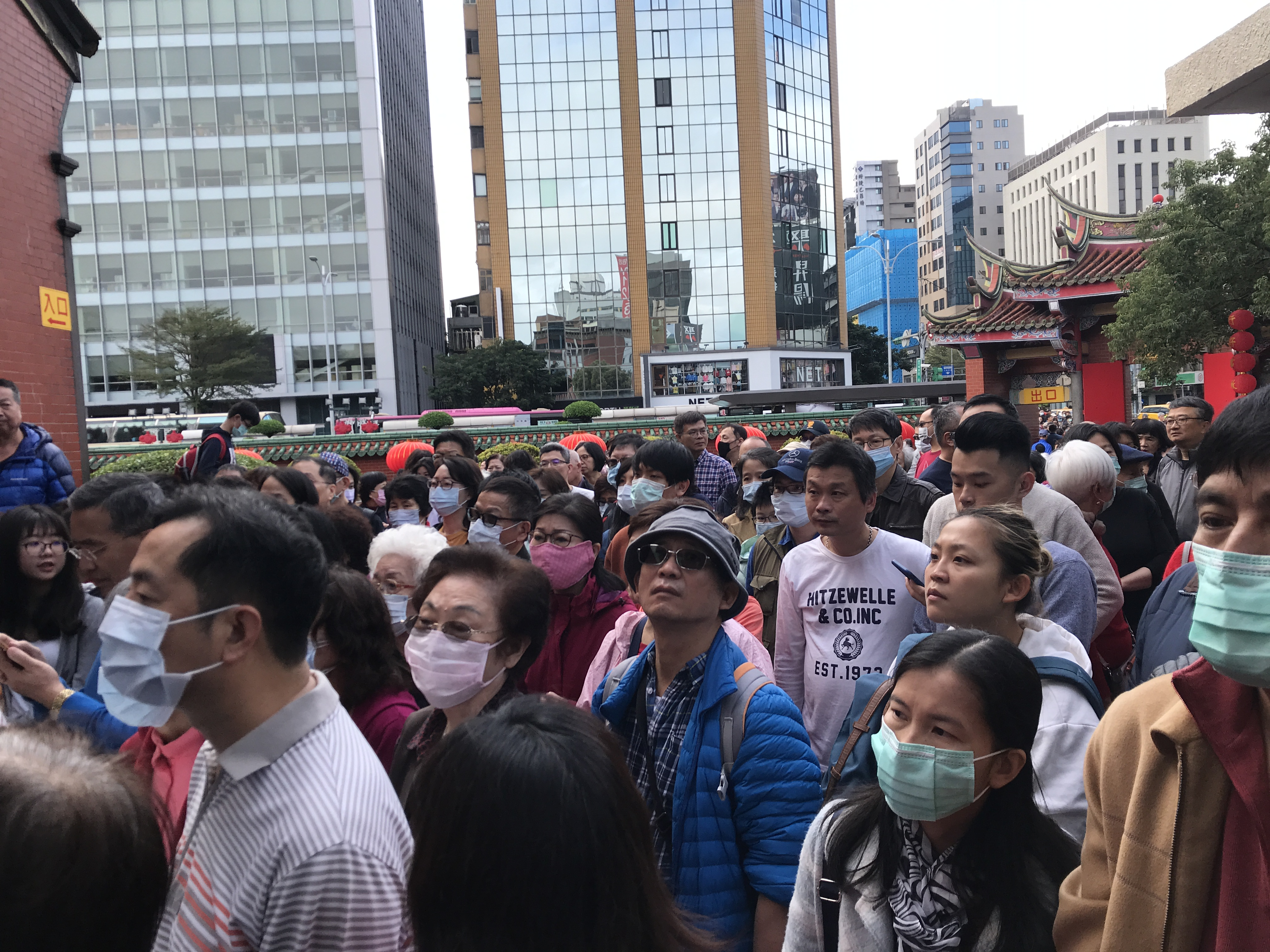
استخدام الناس في تايوان للأقنعة الواقية في تايوان

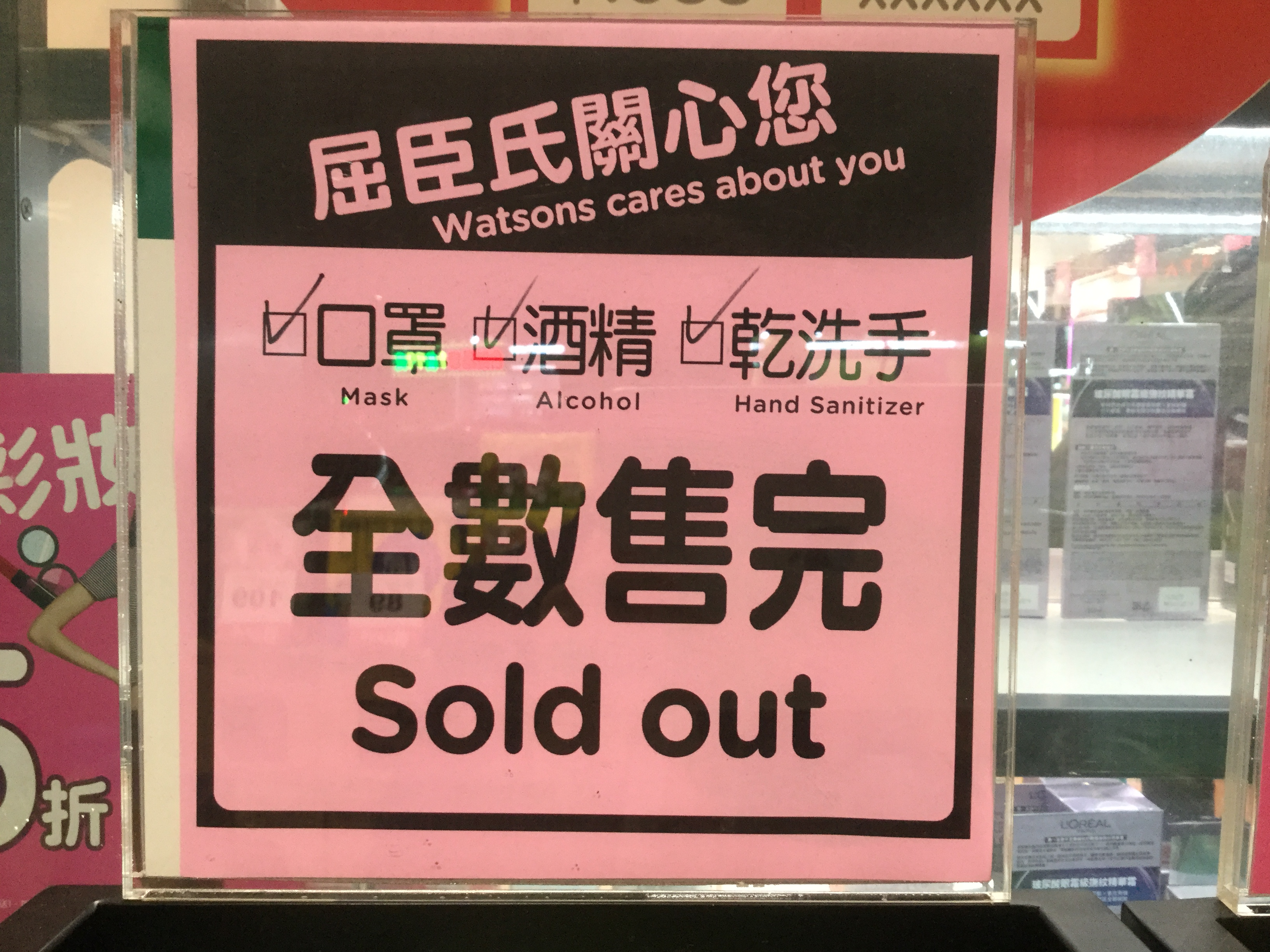
نفاد الأقنعة الواقية والأدوات الصحية الأخرى في تايوان

في تاريخ 24 يناير/كانون الثاني، أعلنت حكومة تايوان حظرًا مؤقتًا على تصدير أقنعة الوجه الواقية لمدة شهر لتأمين وفرة الأقنعة لمواطنيها، وفي تاريخ 2 فبراير/شباط أجّل مركز قيادة الأوبئة المركزي في تايوان فتح المدارس الابتدائية والثانوية حتى تاريخ 25 فبراير، كما اعلنت تايوان حظرًا على سفن الرحلات السياحية من دخول كافة الموانئ التايوانية، وفي يناير/كانون الثاني، حظرت إيطاليا الرحلات الجوية من البر الرئيسي للصين وهونج كونج وماكاو وتايوان، وفي العاشر من فبراير/شباط أعلنت الفلبين عن منع دخول المواطنين التايوانيين بسبب سياسة الصين الواحدة، وفي وقت لاحق من تاريخ 14 شباط/فبراير، أعلن المتحدث الرئاسي باسم الفلبين سلفادور بانيلو رفع الحظر المؤقت على تايوان، وفي أوائل شهر فبراير/شباط طلب مركز قيادة الأوبئة المركزي في تايوان تجهيز القوات المسلحة التايوانية لاحتواء تفشي المرض وبناء الدفاعات ضده، وتوافد الجنود إلى مصانع الأقنعة الواقية الكبرى لمساعدة الموظفين في إنشاء 62 خط إنتاج إضافي للأقنعة في ذلك الوقت.
وفي قطاع الطيران، رفضت وألغت شركة الخطوط الجوية التايوانية الصينية رحلاتها المباشرة إلى روما بعد أن أعلنت إيطاليا حظرًا على الرحلات التايوانية، وفي الجهة المقابلة، أجّلت ثاني أكبر شركة نقل تايوانية ايفا للطيران تدشين رحلات ميلانو وفوكيت، وخفضت كلا الخطوط الجويتان التايوانيتان العديد من الوجهات عبر مضيق تايوان والصين، مما أدى إلى استمرار خدمة ثلاث مدن صينية فقط.

### أجزاء أخرى من آسيا

#### جنوب آسيا

##### الهند
يتوقع خبراء الاقتصاد في الهند أن يقتصر الأثر قريب المدى للجائحة على  سلاسل التوريد للتكتلات الكبرى وخصوصا المستحضرات الصيدلانية والأسمدة والسيارات والأنسجة والإلكترونيات، ومن المحتمل حدوث تأثيرًا شديدًا على لوجستيات التجارة الدولية بسبب تعطل النقل في البر الرئيسي للصين، ولكن بسبب المخاطر المجتمعة مع توترات جغرافية سياسية على الصعيد الإقليمي وحروب تجارية واسعة النطاق وبريكست، كما هبط سوق الأسهم استجابًة لفيروس كورونا، إذ هبط مؤشر سينسيكس (The BSE SENSEX)  2919 نقطة ومؤشر نيفتي (NIFTY 50) 950 نقطة خلال يوم واحد في تاريخ 12 مارس/آذار.
في تاريخ 19 مارس/آذار منعت الحكومة الهندية تصدير أجهزة التنفس والأقنعة الجراحية والأقنعة الصالحة لمرة واحدة والمواد الخام النسيجية لخارج البلاد.

##### باكستان
شهد اقتصاد باكستان أثرًا شديدًا من تفشي الفيروس لأنه كان يمر في ظروف ركودية في الربع السابق للجائحة، كما دلّ ضعف سبل الحماية الاجتماعية والاستثمار المنخفض في الرعاية الصحية أن معظم المواطنين كانوا معرضين للظروف الوبائية في وقت تفشي المرض، وأشارت التوقعات بالخسارة الاقتصادية بعد ثلاثة أشهر من الحجر، والذي خُففت إجراءاته فيما بعد في أواخر شهر مايو/أيار، إلى احتمالية مواجهة باكستان أول ركود اقتصادي سنوي لها منذ عام 1952، ونظرًا للموارد الحكومية المستنزفة، فقد أصبح المجتمع المدني والمنظمات الخيرية أكثر نشاطًا في توفير الإغاثة للشعب خلال الحجر الوطني.

##### سيريلانكا
تتوقع دور البحوث في سيرلانكا أن يكون الأثر الاقتصادي أثرًا مقتصرًا وقصير الأمد على قطاعي السياحة والنقل.

#### جنوب شرق آسيا

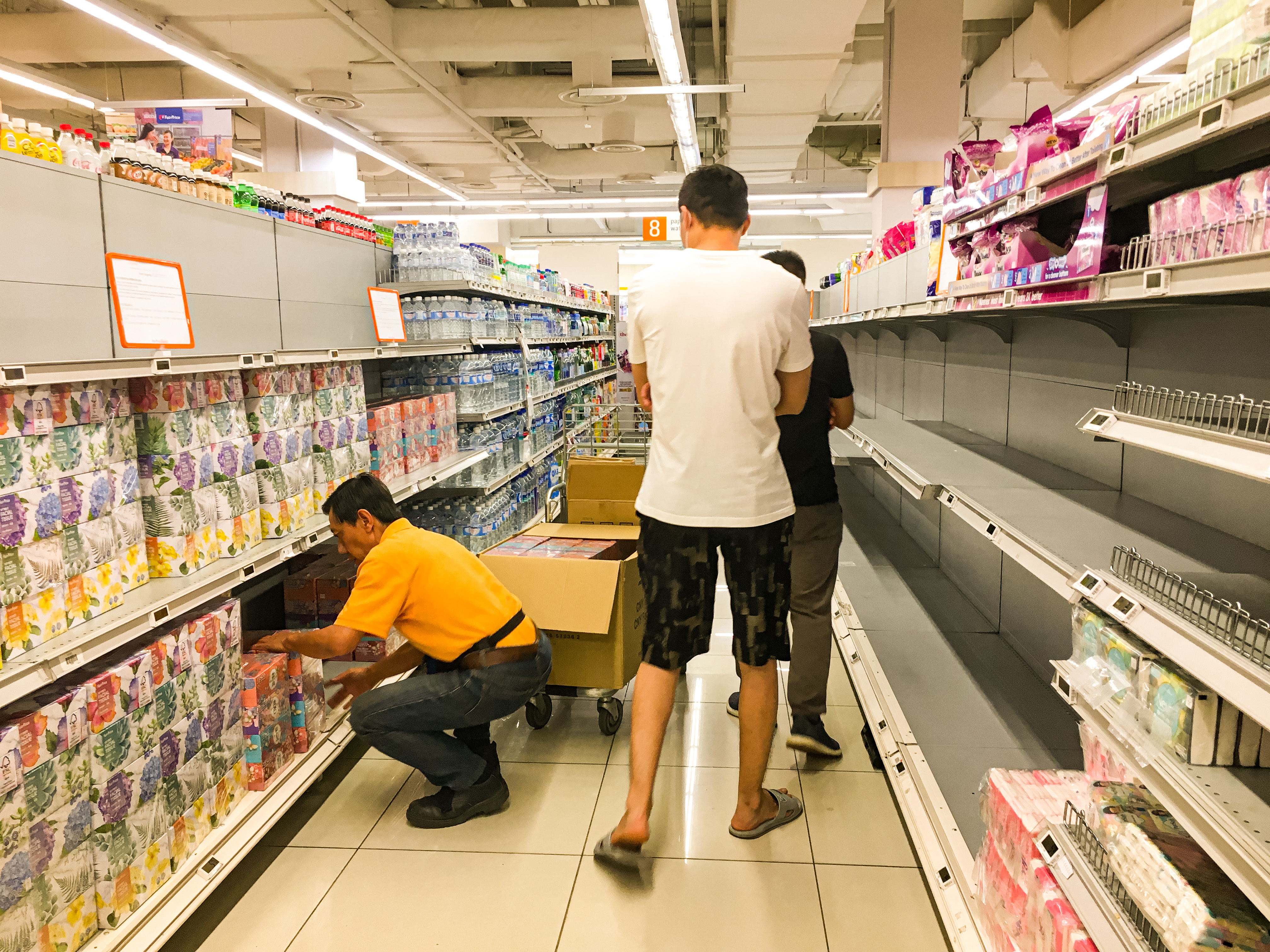
تسبب مخاوف فيروس كورونا إلى حالة الشراء بدافع الهلع للمنتجات الأساسية في سنغافورة

من بين دول رابطة دول جنوب شرق آسيا يتوقع أن تكون مدينة سنغافورة واحد من الأكثر دول تضررًا من بنك مايبانك، كما اُعتبر قطاع السياحة «مصدر قلق فوري» علاوة على تدهور خطوط الإنتاج بسبب تعطل المصانع واللوجستيات في بر الصين الرئيسي، كما شهدت سنغافورة حالة الشراء بدافع الهلع للمنتجات الأساسية والأقنعة ومقاييس الحرارة ومنتجات التنظيف رغم نصح الحكومة بعدم القيام بذلك، وذكر رئيس الوزراء لي هسين لونغ عن إمكانية حدوث ركود وأن اقتصاد البلاد «سيتضرر بالتأكيد».
قرر رئيس وزراء كمبوديا إجراء زيارة خاصة للصين بهدف إظهار دعم كمبوديا للصين في مكافحة تفشي الوباء.
كما صنف خبراء اقتصاد مايبانك دولة تايلاند على أنها الأكثر عرضة للخطر، فمع تسبب تهديد تفشي الفيروس على السياحة في تايلاند انخفضت عملة البات التايلندي إلى ادنى مستوى له منذ سبعة أشهر.

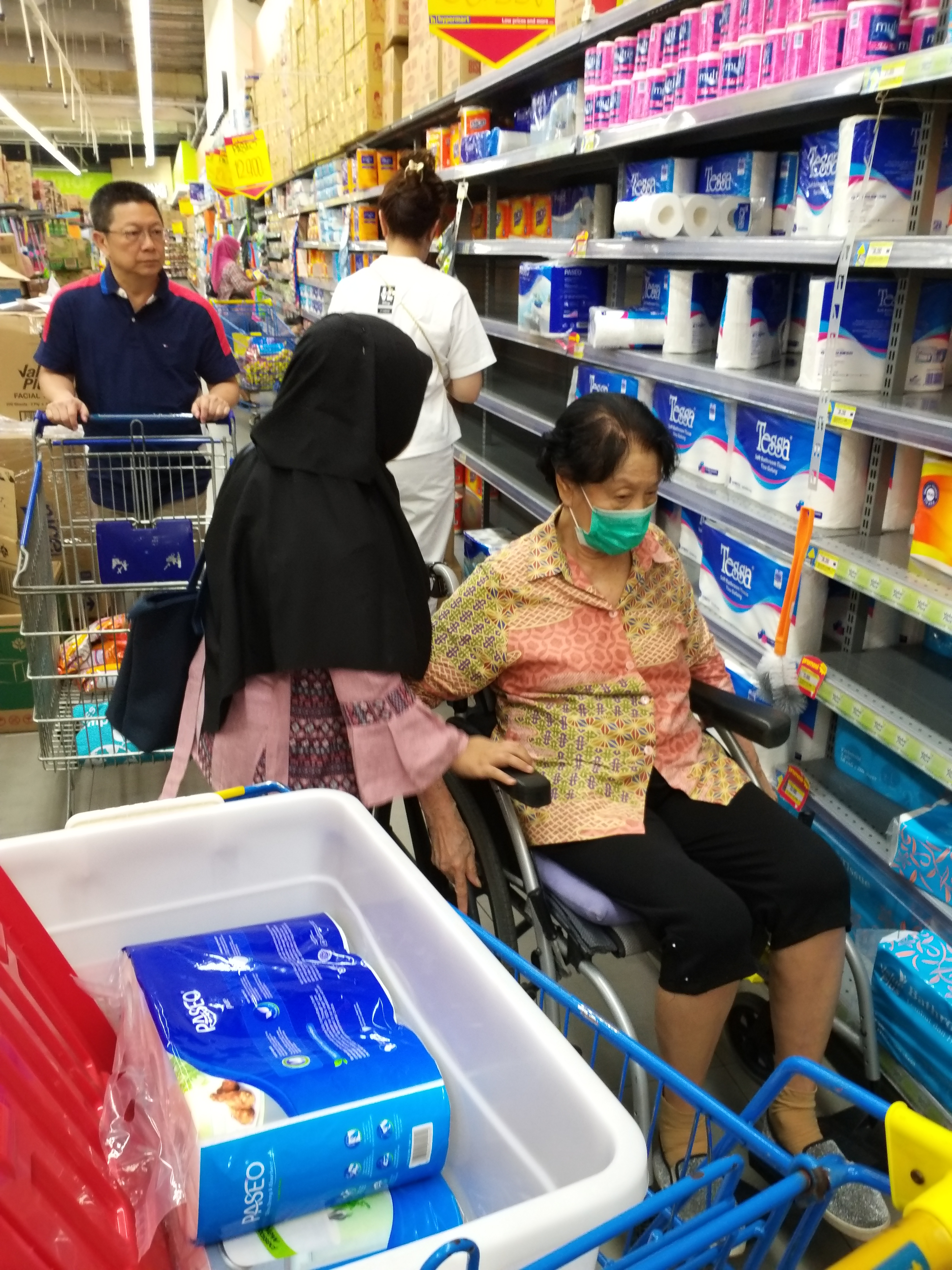
حالة الشراء بدافع الهلع في إندونيسيا

وفي إندونيسيا ألغى مايقارب عشرة آلاف سائح رحلاتهم وطائراتهم إلى وجهات كبرى مثل بالي وجاكرتا وباندونق، إلخ، بسبب مخاوف تفشي الفيروس، كما يصطف العديد من الزوار الصينيين الحاليين مع السلطات الإندونيسية لطلب تمديد إقامتهم، كما تضررت العاصمة جاكرتا من حالة الشراء بدافع الهلع مع اعلان الحكومة أولى حالات الإصابة بفيروس كورونا في تاريخ 3 مارس/آذار.
توقع خبراء الاقتصاد في ماليزيا تأثر الناتج المحلي للبلاد وتدفقات التجارة والاستثمار وأسعار السلع وأعداد السياح بسبب التفشي، كما كانت هناك اشاعات في البداية عن إلغاء سباق الدراجات في لانكاوي لكن صرح أحد المنظمين بأنه سيقام كالعادة، رغم هذا، انسحب من السباق فريقان من الصين وهما فريق Hengxiang Cycling وفريق Giant Cycling، بسبب مخاوف من الجائحة، ومع تدهور الوضع بسبب التفشي أُجّلت بعض الحفلات الموسيقية القادمة في البلاد إلى تاريخ لاحق مثل كيني جي وجاي تشو وجويي يونغ وفرقة The Wynners وفرقة سوبرجونير ومهرجان Rockaway وميريام يانغ كما ألغيت حفلة فرقة سفنتين الموسيقية القادمة.

#### الشرق الأوسط

##### المملكة العربية السعودية
في تاريخ 27 فبراير/شباط أوقفت المملكة العربية السعودية السفر إلى مكة والمدينة بسبب فيروس كورونا وهذا منع الأجانب خارج البلاد من دخول مدينة مكة المكرمة والمسجد الحرام، كما تداولت وسائل التواصل الاجتماعي صورًا تظهر صحن الطواف وهو خالي تماما وهذا المكان حيث يطوف المعتمرين أو الحجاج حول الكعبة في المسجد الحرام.
قد اعلنت الحكومة السعودية عن عجز في الميزانية يبلغ 40.768 مليار ريال للربع الثالث من عام 2020 وتفيد التقارير بأن العجز في الميزانية المعلنة كان أكثر من نصف العجز لنفس الربع من عام 2019 وقد حدث ذلك بسبب استمرار انخفاض سعر النفط عالميا أثرا للنزاعات بين دول منظمة أوبك وانتشار فيروس كورونا في كل أرجاء العالم وحسب التقديرات الصادرة عن الحكومة ‘ يقال إن العائدات غير النفطية سوف تنخفض مرة أخرى بنسبة 3.8% عام 2020 كما أعلنت الرياض عن خطط لخفض إنفاقها إلى 990 مليار للعام المقبل 2021 تبعا للطلب الهائل على النفط الخام على مستوى العالم في أعقاب كوفيد-19.

### أوروبا
و بسبب مخاوف من فيروس كورونا، أعلن عددا كبيرا من العارضين في اسبانيا (بما في ذلك الشركات الصينية هواوي وفيفو) عن خططهم للانسحاب من مؤتمر الهواتف العالمي أو تقليل ظهورهم فيه وهذا المؤتمر هو مؤتمر تجاري للصناعة اللاسلكية في برشلونة، وفي تاريخ 12 فبراير/شباط أعلن المدير التنفيذي للجمعية الدولية لشبكات الهاتف المحمول جون هوفمان عن إلغاء المؤتمر حيث جعلت الظروف إقامة المؤتمر «أمرا مستحيلا».
في تاريخ 1 فبراير/شباط وبسبب زيادة الطلب على الأقنعة الواقية، نفذت معظم الأقنعة في الصيدليات البرتغالية، وفي تاريخ 4 فبراير/شباط أقر الرئيس مارسيلو ريبيلو دي سوزا ان جائحة كورونا المستجد في الصين " تؤثر على النشاط الاقتصادي لاقصادٍ قوي للغاية وبالتالي هناك احتمالية لتأثر النشاط الاقتصادي العالمي كذلك"، كما أقر أيضًا احتمالية حدوث اضطرابات اقتصادية نتيجة توقف الإنتاج"، وفي تاريخ 28 فبراير/شباط حضرت الحكومة السويسرية كافة التجمعات العامة والخاصة التي تضم أكثر من الف شخص حتى تاريخ 15 مارس/آذار ويشمل إلغاء معرض جنيف الدولي للسيارات.
طلب المفوض الأوروبي للسوق الداخلي تيري بريتون من منصات بث الفيديو التي تعمل في دول الاتحاد الأوروبي خفض معدلات البث التي تستخدمها خدماتهم لحفظ القدرة والهياكل الأساس، وامتثلت شركتا نيتفلكس ويوتيوب لطلبه.

#### فرنسا
في تاريخ 8 أبريل/نيسان أعلن البنك الفرنسي رسميًا دخول الاقتصاد الفرنسي مرحلة الركود حيث شهد انكماشًا بنسبة 6% في الربع الأول من سنة 2020.

#### ألمانيا
وفقًا للبنك الألماني فمن الممكن أن يساهم تفشي فيروس كورونا المستجد في ركود اقتصادي في ألمانيا.

#### أيرلندا
بحلول منتصف مارس/آذار، خسر مايقارب 3% من سكان أيرلندا وظائفهم وهذا يشكل 140,000 شخصًا، يشمل 70,000 شخصٍ منهم من موظفي المطاعم و50,000 من موظفي الحانة والبار، نتيجة القيود المفروضة لتأخير انتشار الفيروس، وانخفضت أعداد الأشخاص في مناطق دبلن المزدحمة عادةً مثل شارع غرافتون بنسب من 60-80%،
وفي تاريخ 16 مارس/آذار أعلنت وزيرة شؤون التوظيف والحماية الاجتماعية، ريجينا دوهرتي، عن استحقاقات مالية للذين يواجهون البطالة نتيجة فيروس كورونا المستجد، في بادئ الأمر كانت متاحة لمدة ستة أسابيع ثم مُددت لثمانية أسابيع أخرى في تاريخ 5 يونيو/حزيران، وفي تاريخ 24 مارس/آذار أعلن عن بدء تنفيذ خطة إعانة الأجور المؤقت لفيروس كورونا المستجد وتبدأ في تاريخ 26 مارس/آذار وتستمر حتى اثني عشر أسبوعًا
وفي تاريخ 15 مايو/أيار أعلنت وزيرة الأعمال والمشاريع والابتكار هيذر همفريز تفاصيل عن «منحة إعادة البدء» الجديدة بقيمة 250 مليون يورو والتي ستمنح مساعدة مباشرة تتراوح ما بين 2000 و 10000 يورو للشركات الصغيرة لمساعدتهم في التكاليف المرتبطة بإعادة الفتح وإعادة توظيف العمال بعد إعادة الفتح في ظل فيروس كورونا
وفي تاريخ 22 مايو/أيار وقعت حكومة أيرلندا على 6.8 مليار يورو كتمويل إضافي لإدارة شؤون التوظيف والحماية الاجتماعية، حيث كان من المقرر أن يصل حد الإنفاق لهذا العام في وقت مبكر من الشهر المقبل.

#### إيطاليا

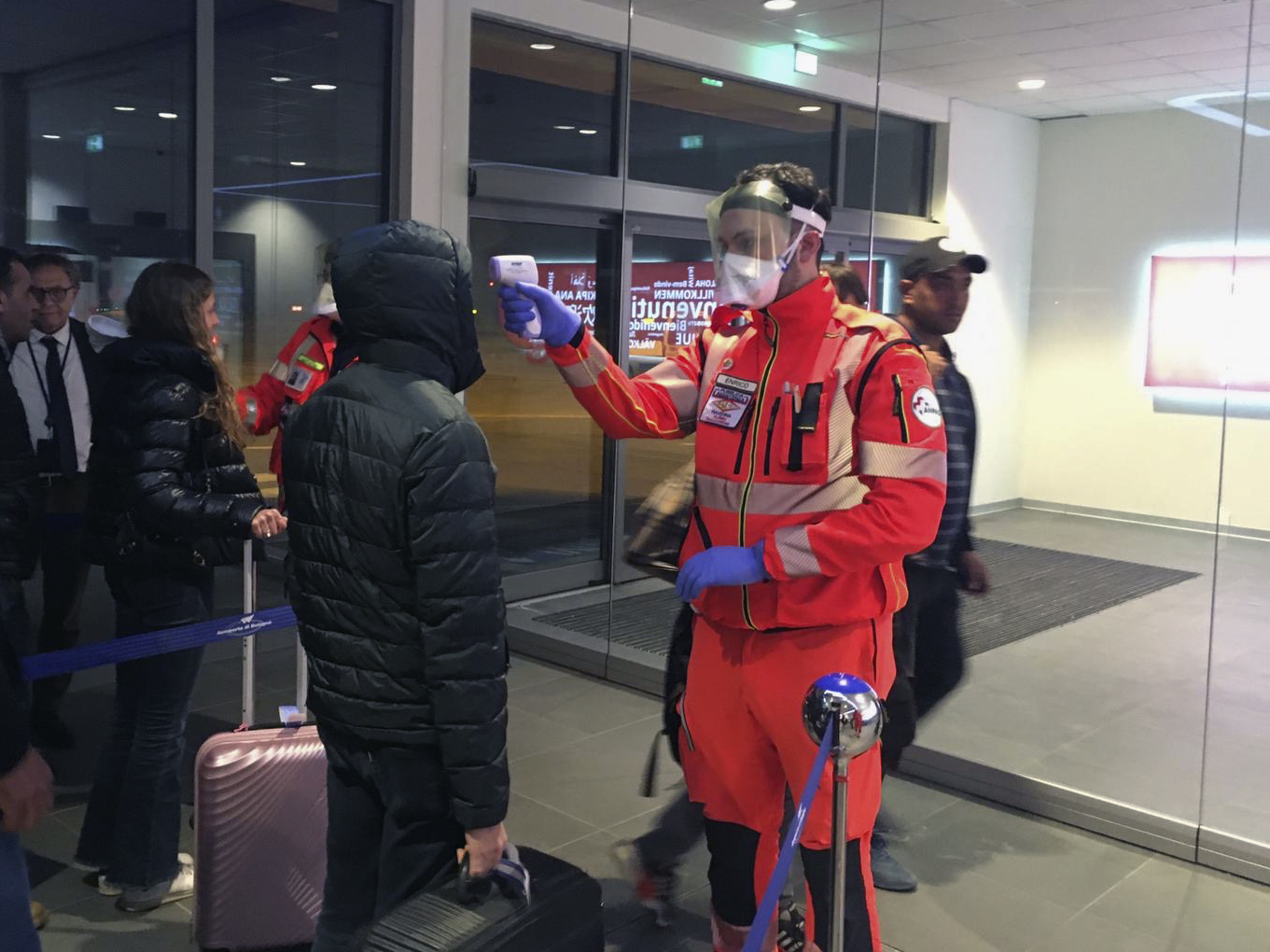
متطوعو الحماية المدنية يقومون بعمليات فحص صحية في مطار غوغليلمو ماركوني في بولونيا، إيطاليا

في تاريخ 21 فبراير/شباط كانت عشر مدن على الأقل في منطقتي لومباردي وفينيتو في إيطاليا ويبلغ مجموع سكانهم 50,000 نسمة في حجرٍ بعد تفشي الفيروس في بلدة كودودنو في لومباردي، وفرضت الشرطة حضرًا للتجوال يسمح بإغلاق جميع المباني العامة ويسيطر على الدخول لنقط تفتيش الشرطة نحو مايسمى «بالمنطقة الحمراء» والتي عقوبتها الغرامة لكل المتجاوزين الذين ليسوا عاملين في مجال الصحة أو في مجال الإمداد، كما تعهد رئيس وزراء إيطاليا جوزيبي كونتي أن إرسال «القوات المسلحة» لفرض الحجر كانت من ضمن الاحتمالات، وأغلقت المدارس والجامعات في جميع أنحاء شمال إيطاليا بالإضافة إلى المتاحف، كما ألغيت العديد من المهرجانات والحفلات الموسيقية والفعاليات الرياضية ومجالس الكنائس اعتبارًا من تاريخ 23 فبراير/شباط، وفي تاريخ 4 مارس/آذار أُغلقت كافة المدارس والجامعات في كل أنحاء البلاد.
ويذكر أن حالة الشراء بدافع الهلع المستمرة أدت إلى خلو المتاجر، كما ألغيت عدة احداث كبرى مثل كرنفال البندقية وكذلك ألغت وزارة الرياضة مباريات الدوري الإيطالي الدرجة A في تاريخ 23 فبراير/شباط، وأدت المخاوف بشأن أسبوع موضة ميلانو إلى اعلان دور الأزياء قيامهم بعروض إذاعية ومغلقة بدون حضور، واعتبارًا من تاريخ 26 فبراير/شباط كان هناك 456 حالة إصابة بفيروس كورونا في إيطاليا، وقد أكد معهد سبيريور دي سانيتا 190 حالة منها.
وبحلول تاريخ 12 مارس/آذار ارتفعت حالات الإصابة إلى 15,113 و1,016 حالة وفاة، وفي تاريخ 9 مارس/آذار أعلنت إيطاليا حجرًا على كافة أنحاء البلاد، ومنذ تاريخ 10 مارس/آذار، يتطلب على جميع المقيمين تعبئة نموذج خاص للسماح لهم للخروج من منازلهم، كما أُغلقت جميع المتاجر والأعمال التجارية باستثناء متاجر الطعام والصيدليات في تاريخ 11 مارس/آذار.

#### البرتغال
في تاريخ 1 فبراير/شباط نفذت معظم الأقنعة من الصيدليات البرتغالية نتيجة الطلب المتزايد على الأقنعة الواقية.
وفي تاريخ 4 فبراير/شباط أقر رئيس الجمهورية البرتغالية مارسيلو ريبيلو دي سوزا ان جائحة كورونا المستجد في الصين " تؤثر على النشاط الاقتصادي لاقصادٍ قوي للغاية وبالتالي هناك احتمالية لتأثر النشاط الاقتصادي العالمي كذلك"، كما أقر أيضًا احتمالية حدوث اضطرابات اقتصادية نتيجة توقف الإنتاج".

#### المملكة المتحدة

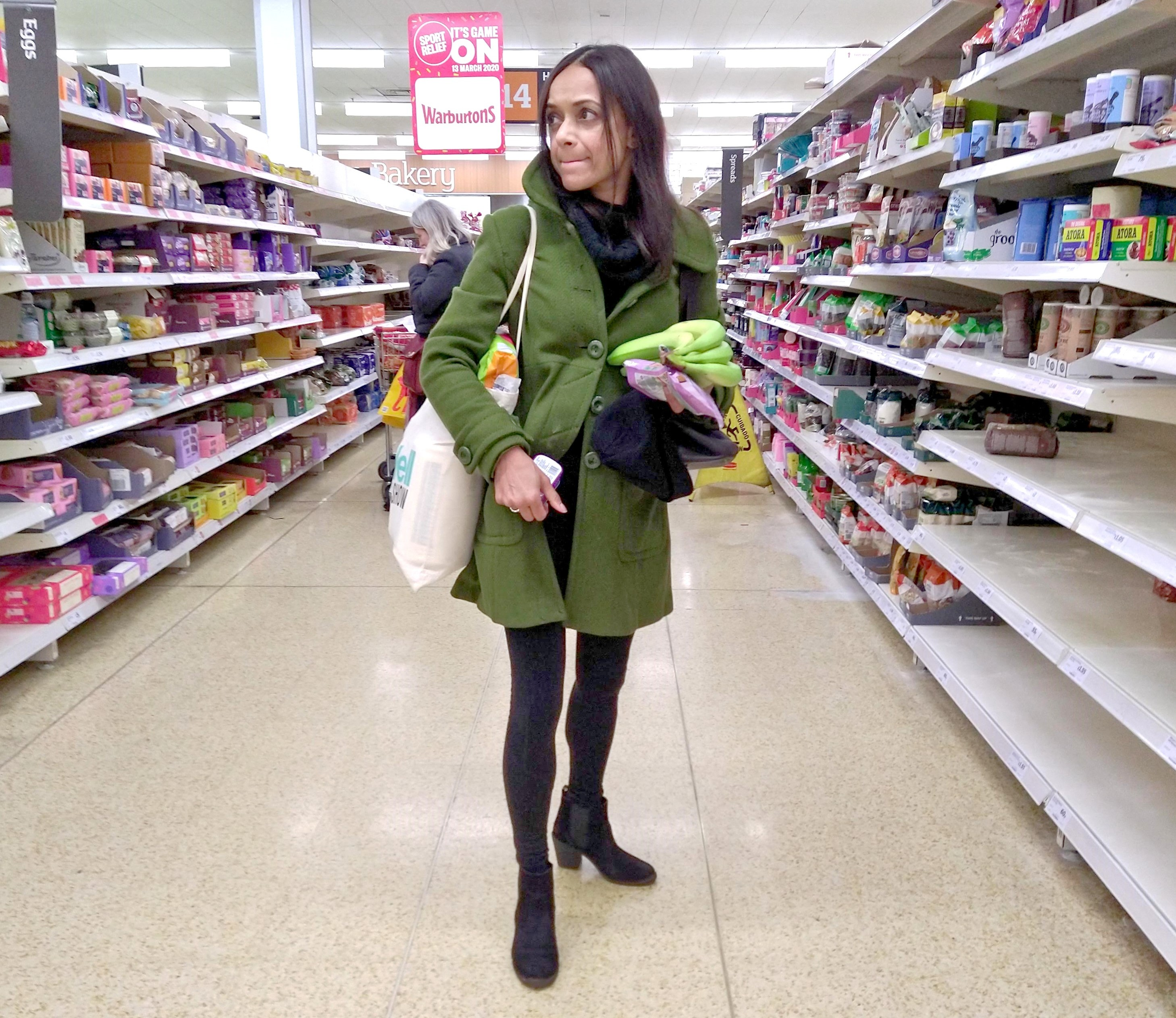
متسوق متأمل أثناء تفشي فيروس كورونا في المملكة المتحدة

في تاريخ 13 فبراير/شباط أعلنت شركة جي سي بي للمعدات الثقيلة خططها لخفض ساعات العمل والإنتاج نتيجة النقص في سلاسل التوريد والذي سببها الفيروس.
في تاريخ 5 مارس/آذار انهارت شركة الخطوط البريطانية فلاي بي وتسببت بخسارة ألفي شخص وظائفهم بعد فشلها في تأمين الدعم المالي، وذكرت شركة الطيران ان أثر فيروس كورونا ساهم جزئيا في الانهيار، وتسير شركة الطيران فلاي بي أكثر من نصف الرحلات الجوية الداخلية في بريطانيا خارج لندن.

### أمريكا الشمالية

#### كندا
في تاريخ 4 مارس/آذار أعلن رئيس الوزراء الكندي جاستن ترودو قيامه بإنشاء لجنة وزارية جديدة لإدارة الاستجابة الفيدرالية لفيروس كورونا، وبعد أسبوع في تاريخ 11 مارس/آذار أعلنت الحكومة عن صندوق بقيمة مليار دولار كندي لمواجهة فيروس كورونا والذي اشتمل على مساهمة بقيمة 50 مليون دولار كندي لمنظمة الصحة العالمية و275 مليون دولار كندي إضافي لتمويل أبحاث فيروس كورونا المستجد.
في تاريخ 13 مارس/آذار خفض بنك كندا في قرار مفاجئ معدل الفائدة المستهدف لليلة واحدة بمقدار 50 نقطة أساس ليصل إلى نسبة 0.75% مشيرًا إلى «الصدمات التي يتلقاها الاقتصاد الكندي من جائحة فيروس كورونا والهبوط الحاد الأخير في أسعار النفط العالمية».

#### الولايات المتحدة الأمريكية

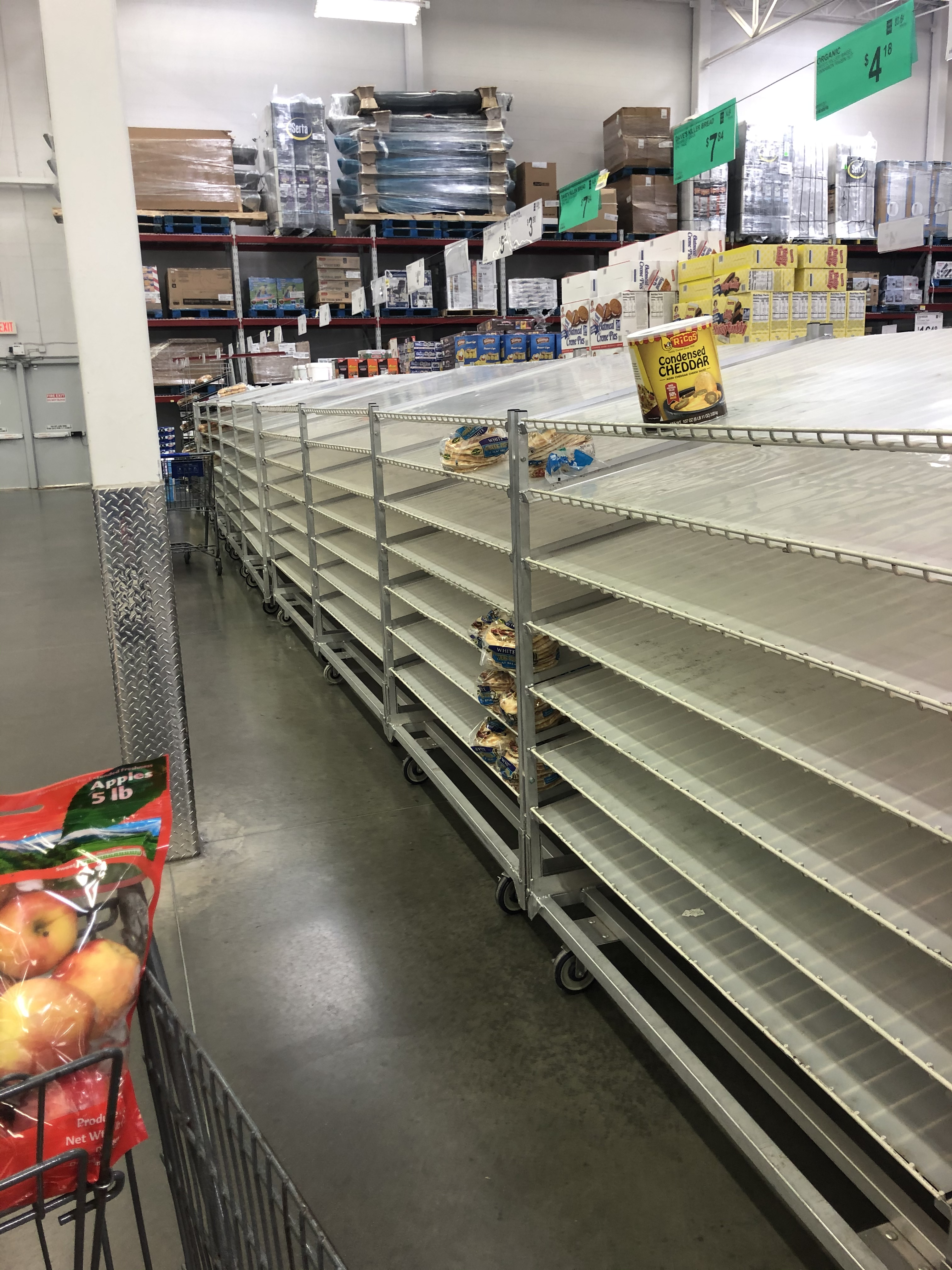
رفوف فارغة نتيجة الشراء بدافع الهلع في نادي سمز في لوفكين، تكساس، في 13 مارس/آذار 2020

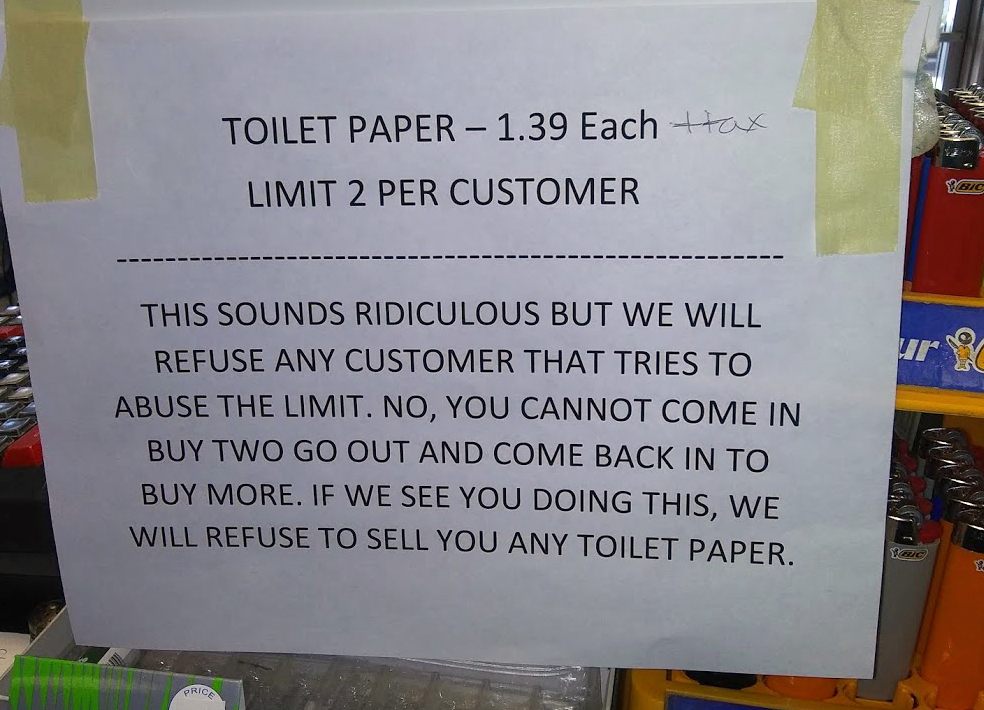
لوحة تحذر العملاء من تجنب التحايل على القيود المفروضة على شراء ورق المرحاض في متجر في نيويورك

ذكرت العديد من الشركات تفشي الفيروس لحاملي الأسهم في الاجتماعات ولكن تمسك الكثير بالثقة لاحتمالية عدم تأثرهم أثرًا كبيرًا من الانقطاع قصير الأمد نتيجة تعرضهم «المحدود» لسوق المستهلك الصيني، وحذر أولئك الذين لديهم خطوط تصنيع في بر الصين الرئيسي عن احتمالية التعرض لنقص الإمدادات.
كما أعرب ممثلو سيليكون فالي عن قلقهم حول التعطل الخطير لخطوط الإنتاج وذلك بسبب اعتماد قسمًا كبيرًا من قطاع التكنولوجيا على المصانع في الصين، ووفقًا لصحيفة وول ستريت، فأن نظرًا لوجود عطلة مجدولة في العام القمري الجديد، أُعتبر الأثر الكامل لتفشي المرض على قطاع التكنولوجيا غير معلوم اعتبارًا من تاريخ 31 يناير/كانون الثاني.
وشهدت المدن التي تضم أعداداً كبيرة من المقيمين الصينيين زيادة في الطلب على الأقنعة الواقية للحماية من الفيروس، والعديد منهم يشترون الأقنعة لإرسالها إلى أقاربهم في البر الرئيسي للصين وهونغ كونغ وماكاو حيث يوجد نقص في الأقنعة، واعتبارًا من شهر فبراير/شباط نفذت معظم متاجر الولايات المتحدة من الأقنعة الواقية، كما ساهم نقص الأقنعة في ارتفاع الأسعار.
وحذرت عدة جامعات في الولايات المتحدة عن تأثر هائل في دخلها نتيجة العدد الكبير من الطلاب الصينيين الذين قد لا يتمكنون من حضور الفصول الدراسية.
وذكرت صحيفة واشنطن بوست في فبراير/شباط أن الرئيس الأمريكي دونالد ترامب أخبر المستشارين أنه لا يريد من الحكومة قول أو فعل أي شيء من شأنه أن يخيف سوق الأسهم، بسبب المخاوف أن التفشي الواسع للمرض قد يضر بفرص إعادة انتخابه.
في تاريخ 26 فبراير ذكرت صحيفة نيويورك تايمز حالة في كاليفورنيا والتي أكدها مركز التحكم بالأمراض على أنها أول حالة انتقال محتملة بين المجتمعات لفيروس كورونا في الولايات المتحدة.

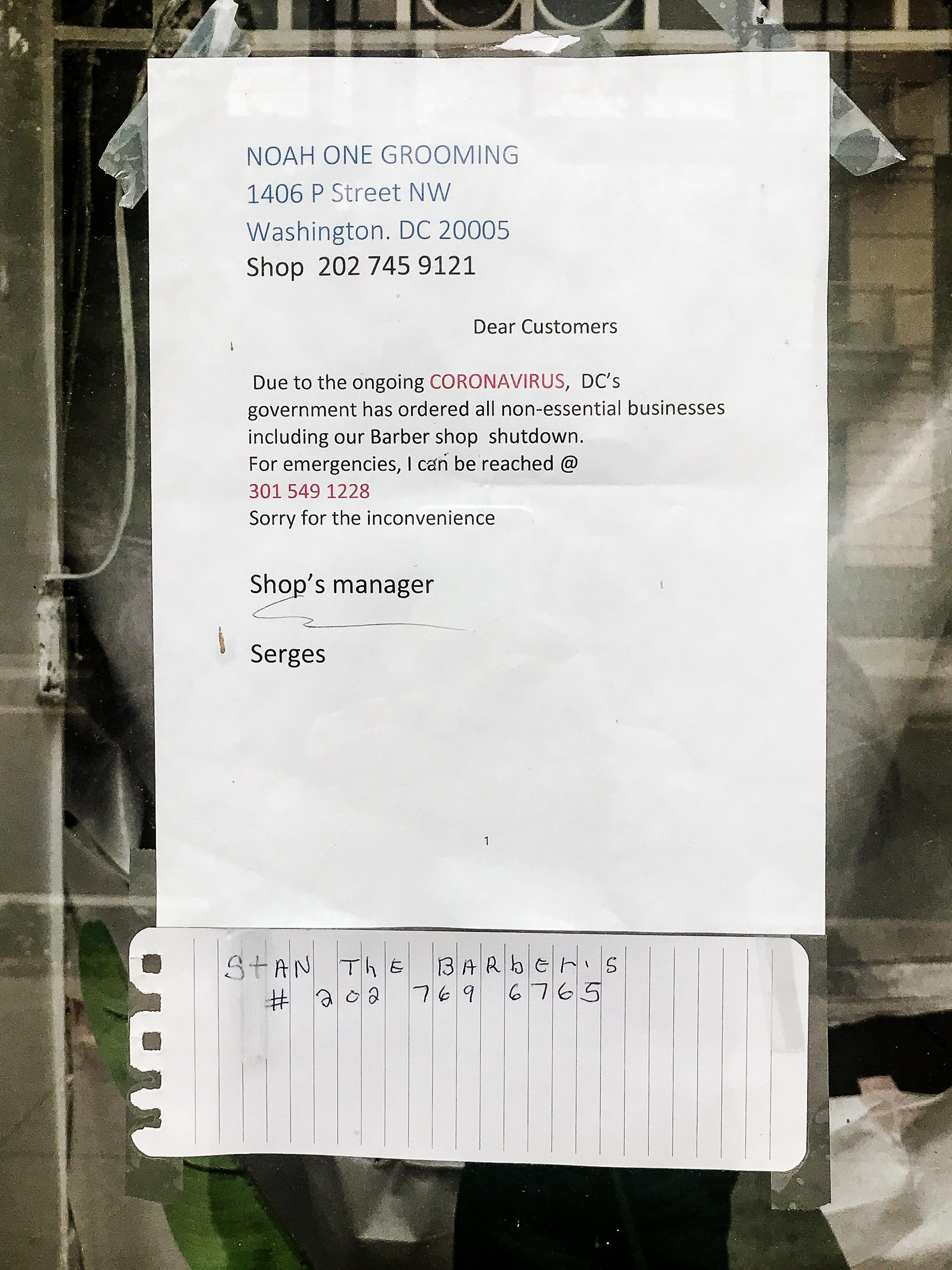
صالون حلاقة مغلق في شارع بي إن دبليو في واشنطن العاصمة

في تاريخ 27 فبراير/شباط ذكرت صحيفة نيويورك تايمز عن تأخير تشخيص حالة ناقل العدوى في المجتمع في كاليفورنيا، كما ناقشت الصحيفة في مقال لاحق في نفس التاريخ مزاعم كاشف الفساد عن انعدام كفاءة استعدادات قاعدة ترافس الجوية بالقرب من فيرفيلد في كاليفورنيا وقاعدة مارس الجوية في مقاطعة ريفيرسايد في كاليفورنيا في استقبال مرضى كورونا للتشخيص والعلاج، وفي تقرير صدر في نفس اليوم لغولدمان ساكس يتوقع عدم تحقيق الشركات الأمريكية «أي نمو في سنة 2020» مما يؤدي إلى محو انتعاش الأرباح المتوقع لهذا العام بعد «تقارير الأرباح الضعيفة لمعظم أشهر 2019»
وفي تاريخ 27 فبراير/شباط كانت اسهم الولايات المتحدة في طريقها لأكبر خسارة لمدة أسبوع منذ أزمة 2008 وانخفض مؤشر داو جونز الصناعي مقدار 1190نقطة في يوم واحد، وفي تاريخ 28 فبراير/شباط انخفض المتوسط إلى أقل من 25000 لفترة وجيزة، وانهى مؤشر داو جونز تداولات الأسبوع بإنخفاض بنسبة 12.4% ومؤشر S&P 500 بنسبة 11.5% ومؤشر NASDAQ Composite بنسبة 10.5%، وهبطت الأسهم إلى 18,592 نقطة (مؤشر متوسط داو) في تاريخ 23 مارس/آذار بعد فشل التصويت الإجرائي في مجلس الشيوخ على مشروع قانون التحفيز الاقتصادي لفيروس كورونا للمرة الثانية خلال يومين.
وفي تاريخ 7 مارس/آذار هبطت الأسهم الأمريكية بنسبة 7% مما أدى إلى توقف مؤقت للتجارة والذي ساعد بذلك أيضًا حرب أسعار النفط السعودية الروسية لسنة 2020.
في مساء تاريخ 11 مارس/آذار أعلن الاتحاد الوطني لكرة السلة تعليق بقية موسمه حتى إشعار اخر، وأعلنت الرابطة الوطنية لرياضة الجامعات (NCAA)إقامة بطولات كرة سلة الرجال والنساء بدون حضور مشجعين، وفي اليوم التالي أعلنت الرابطة مبدئيًا احتمالية إلغاء بطولات كرة السلة، ولكن في وقت لاحق من ذلك اليوم أعلنت إلغاء جميع البطولات في جميع الألعاب الرياضية حتى 2020-2021.
في تاريخ 6 مارس/آذار ذكرت ولايات منطقة الجنوب العميق مثل ألاباما وجورجيا ولويزيانا اشتمال 70% من الوفيات على أمريكيين ذو الأصل الأفريقي، وقد كان من المسلم به أن الأمريكيين الأفريقيين أكثر عرضة لظروف معيشية سيئة (بما في ذلك البيئات الحضرية كثيفة السكان والفقر) وعدم الاستقرار الوظيفي والأمراض المزمنة المشتركة والتي سببتها تلك الظروف والتأمين الصحي الذي تكاد تكون تغطيته منعدمة، هذه جميعها عوامل قد تؤدي إلى تفاقم تأثيره.
في أبريل/نيسان، لم يدفع ما يقرب ربع السكان (المستأجرين وأصحاب المنازل) تكاليف السكن الكاملة، ولم يدفع البعض الإيجار / الرهن العقاري على الإطلاق، بينما لم يدفع البعض الآخر كامل المبلغ. وأثارت الصعوبات التي واجهها العديد من المستأجرين أثناء الوباء حركة لإلغاء الإيجار ، وهو ما دعا إليه بعض النشطاء والمنظمات والسياسيين.
في أوائل شهر مايو/أيار، اظهر استفتاء أجرته صحيفة واشنطن بوست-ايبسوس وجود تفاوتات عرقية بين العمال الذين سُرحوا أو مُنحوا إجازة بدون مرتب منذ بداية التفشي: أثرت عمليات التسريح على 20% من العمال الأسبان و16% على العمال من العرق الأسود و11% على العمال من العرق الأبيض و12% على العمال من اعراق أخرى.
سُرّح الكثير من العمال أو منحوا إجازة بدون مرتب نتيجة إغلاق المدارس والأعمال التجارية وإلغاء الفعاليات العامة، وخلال شهر أبريل/نيسان قدّم أكثر من 20 مليون أمريكي على تأمين البطالة، وهذا يُعتبر رقم قياسي كما بلغ معدل البطالة الوطني 14.7% وهو اعلى معدل شهري منذ بدء عمليات حفظ السجلات في عام 1948.
في أول ربع لعام 2020، انخفض الإنفاق الصحي بنسبة 18% وخسر 42,000 عامل في الرعاية الصحية وظائفهم، وبحلول شهر أبريل/نيسان وصل هذا العدد إلى 1.4 مليون عامل، إذ أجلت معظم المستشفيات الإجراءات غير الضرورية، وانتهى الأمر بقيام الموظفين المتبقين بأعمال الآخرين الذين مُنحوا إجازة بدون مرتب.

### اميركا اللاتينية
في تاريخ 19 مارس/آذار دخلت الأرجنتين إجراءات الحجر على مستوى البلاد، وأعلنت الحكومة الأرجنتينية تمديد الحجر، حيث كان من المقرر انتهائه في تاريخ 31مارس/آذار وأصبح حتى منتصف شهر أبريل/نيسان، وفي تاريخ 10 أبريل/نيسان أعلن الرئيس ألبرتو فرنانديز أن الحجر في المدن الكبرى سيمدد حتى تاريخ 26 أبريل/نيسان.
وفي استجابة للتوقف الاقتصادي، فقد أصدرت السلطات التنفيذية في 24 مارس/آذار مرسومًا يقضي بدفع اعانة اجتماعية لمرة واحدة لدافعي الضرائب ذو الدخل المتدني والذين يعملون لحسابهم الخاص ولم يتبقى لديهم أي مصدر دخل في منازلهم.

#### البرازيل
توقع بنكان برازيليان تباطؤ النمو الاقتصادي في الصين، كما راجع بنك يو بي إس تقديراته من نسبة 6% إلى 5.4%، في حين أعلن بنك إيتاو عن انخفاض ليصل إلى نسبة 5.8%.
كما صرح ممثل لبعض الشركات البرازيلية الكبرى لقطاع الإلكترونيات Eletros أن المخزون الحالي لتوريد المكونات يكفي لحوالي 10 إلى 15 يوماً.
كما انخفضت أسعار فول الصويا والنفط والحديد، إذ تشكل هذه السلع من الصادرات البرازيلية إلى الصين بنسب 30% و24% و21% على التوالي.

#### المكسيك
وذكر المعهد الوطني للإحصاء والجغرافيا ارتفاع معدل البطالة في المكسيك من نسبة 3.6% في يناير/كانون الثاني 2020 ليصل إلى 3.7% بحلول شهر فبراير/شباط 2020، وارتفع الاقتصاد غير الرسمي إلى نسبة 56.3% في فبراير/شباط مقارنة بالعام الماضي 2019 في نفس الشهر حيث كان 56.0%، كما كان لأقل من نصف المكسيكيين إجازة مرضية مدفوعة الأجر أو رعاية صحية مجانية، وتوقعت مؤسسة BBVA México المالية إنكماشًا اقتصاديًا بنسبة 4.5% في عام 2020، في حين ناقش المحللون في شركة Capital Economics الاستشارية في لندن أن على الحكومة بذل المزيد من الجهد لدعم الاقتصاد، كما توقعوا إنكماشًا اقتصاديًا بنسبة 6% في عام 2020، وذكرت ذكرت وكالة HR Ratings وهي أول وكالة تصنيف ائتمانية في أمريكا الاتينية اعتماد الأداء الاقتصادي على استجابة الحكومة لازمة فيروس كورونا.
هبط سوق الأسهم المكسيكي إلى مستوى قياسي في 10 مارس/آذار بسبب مخاوف من فيروس كورونا وبسبب انخفاض أسعار النفط، كما تدخل البنك المكسيكي لدعم عملة البيزو إذ هوى بنسبة بلغت 14%، وتشهد الأسواق العالمية الآن انخفاضات مماثلة لتلك التي شهدتها في عام 1987.
أرسل المجلس الوطني للأعمال السياحية (CNET) رسالتان في شهر مارس/آذار إلى ألفونسو رومو رئيس هيئة موظفي الرئيس المكسيكي تحددان أهمية السياحة للاقتصاد وتطلبان دعم الحكومة في هذا القطاع، كما قدمت السياحة أربعة ملايين وظيفة في المكسيك، والآن 93% من الشركات لديها عشرة موظفين أو اقل، إذ فرضت أزمة فيروس كورونا إغلاق أربعة آلاف فندق (بمعنى 52,400 غرفة) والفي مطعم، في حين خسر قطاع الطيران 30 مليار دولار مكسيكي (ما يساوي 1,3 مليار دولار أمريكي) حتى شهر مارس/آذار، وتوقعت جمعية تجار الشركات (ADMA) انخفاضًا في المبيعات المحلية بنسبة مابين 16% و25%.

#### بنما
من المتوقع أن تخسر دولة بَنَما 5.8 مليار دولار أمريكي من ناتجها المحلي الإجمالي بسبب فيروس كورونا المستجد.

### أوقيانوسيا

#### أستراليا
من المتوقع أن يكون اقتصاد أستراليا واحد من ضمن أكثر ثلاث اقتصادات تضررا بسبب الجائحة بجانب الصين وهونغ كونغ، وتشير التقديرات المبكرة إلى انكماش الناتج المحلي الإجمالي بنسبة 0,2% إلى 0,5% وخسارة أكثر من 20 ألف وظيفة أسترالية، كما ذكر أمين الخزانة الأسترالية جوش فريدنبرغ عدم تمكن البلاد بعد الآن من الوعد بتحقيق فائض في الميزانية بسبب تفشي المرض، كما هوى الدولار الأسترالي إلى ادنى مستوياته منذ الركود الاقتصادي في عام 2008.
دعت كلية طب الطوارئ الأسترالية إلى استجابة للوباء تكون هادئة ومبنية على الحقائق، وطلبت من الناس تجنب العنصرية و«الذعر والتفرقة» والنشر لمعلومات مغلوطة، وقد أثار شراء الكثير من المشترين المحليين والأجانب للأقنعة الواقية حدوث نقصًا فيها على مستوى البلاد، كما دعت جمعية الأدوية الأسترالية «الموردين غير الأخلاقيين» إلى إبقاء أسعار الإمدادات ميسورة التكلفة في استجابة لارتفاع الأسعار بنسبة وصلت إلى حوالي 2000%.
وقد أشارت هيئات السياحة إلى أن التكلفة الاقتصادية الإجمالية للقطاع، اعتبارًا من تاريخ 11 فبراير/شباط 2020، سوف تبلغ 4.5 مليار دولار أسترالي، ومن المتوقع هبوط أرباح الكازينوهات، كما ذكرت منطقتان على الأقل في أستراليا وهما كيرنز وغولد كوست خسارتهما أرباحًا تزيد عن 600 مليون دولار، ودعا مجلس قطاع السياحة الأسترالي حكومة أستراليا لتقديم دعم مالي لاسيما في ظل تضرر الكثير من الأعمال التجارية الصغيرة.
ويعتقد أن شركات التعدين معرضة بشدة لهذا التفشي، إذ تشكل المبيعات إلى الصين نسبة 93% من مبيعات شركة فورتيسك ميتالز ونسبة 55% من مبيعات شركة بي اتش بي للتعدين ونسبة 45% من مبيعات شركة ريو تينتو، كما انخفض مؤشر شحن خام الحديد بنسبة 99.9% نتيجة تفشي الفيروس، وتسبب فيروس كورونا في جعل عمليات الشحن واللوجستيات التي تقوم بها شركات التعدين أكثر تعقيداً.
وتعاني الزراعة كذلك من التفشي بما في ذلك صناعة منتجات الحليب الأسترالي وصناعة صيد الأسماك ومنتجات النبيذ واللحوم، وفي تاريخ 13 فبراير/شباط حذّرت شركة Rabobank المتخصصة في الأعمال المصرفية الزراعية أنه كان أمام القطاع الزراعي ثمانية أسابيع قبل أن يواجه خسائر كبيرة نتيجة عدم احتواء الفيروس، تضررت عمليات التصدير كذلك من التفشي ، وفي شهر مايو/أيار توقفت الصين وهي أكبر شريك تجاري لأستراليا عن قبول اللحوم الأسترالية ووضعت رسوم جمركية على الشعير الأسترالي، وهذا من المحتمل أن يكون رد تأديبي على دعوة أستراليا لإجراء تحقيق حول اصل هذه الجائحة.
من المتوقع أن يعاني قطاع التعليم خسائر بقيمة 5 مليارات دولار أمريكي وفقا لتقدير حكومي مبكر، بما في ذلك التكاليف الناتجة عن «إعادة رسوم الدراسة والتأجيل المجاني للدراسة وإعادة تنظيم التقويمات التعليمية وتكاليف مساكن الطلاب»، ومن المحتمل أن ُيطلب من دافعي الضرائب تغطية العجز في ميزانيات التعليم، كما لم يتمكن ما يقدر بمئة الف طالب من الالتحاق في بداية الفصل الدراسي، واضطر ما يقارب ثلثي الطلاب الصينيين إلى البقاء خارج البلاد بسبب القيود المفروضة على منح التأشيرات للمسافرين من للصين، وذكر سالفاتوري بابون وهو أستاذ مساعد في جامعة سيدني «أن أستراليا ستظل وجهة جذابة للدراسة للطلاب الصينيين ولكن قد يتطلب تعافي أعداد الطلاب الصينيين عدة سنوات».
نُقلت مباراة دوري كرة القدم الأسترالية بين نادي سانت كيلدا ووبورت أديلايد والذي كان من المقرر إجراءها في يوم الأحد تاريخ 31 مايو/أيار في ملعب جيانغوان إلى ملعب مارفل في ملبورن بسبب مخاوف بشأن جائحة فيروس كورونا، وستقام المباراة بعد أسبوع واحد من تاريخها المحدد في يوم الأحد تاريخ 7 يونيو/حزيران.